# Club Atlético Huracán
El Club Atlético Huracán es una institución social y deportiva del barrio de Parque Patricios de la ciudad de Buenos Aires, Argentina, cuya principal actividad es el fútbol masculino, en la que su primer equipo se desempeña en la Primera División de Argentina.
También se practican otras disciplinas, como fútbol femenino (en la que disputa también el respectivo certamen de primera división), vóley, hockey sobre patines (ver Huracán hockey), patín, taekwondo, judo, hockey sobre césped, natación, gimnasia artística, básquet, balonmano, futsal, boxeo, tango, yin tao y teatro, entre otros.
Fundado originalmente el 25 de mayo de 1903, en el barrio de Pompeya, fue reorganizado a partir del 1 de noviembre de 1908. Su apodo es el Globo, o su diminutivo, el Globito, y el de sus hinchas, Quemeros. El color de su camiseta es blanco, con la insignia y vivos rojos.
Huracán se consagró campeón de la Primera División en cinco oportunidades: 1921, 1922, 1925, 1928 y 1973, las cuatro primeras durante el amateurismo y la última en el profesionalismo. También obtuvo ocho copas nacionales oficiales de AFA (3 durante el amateurismo y 5 en el profesionalismo). Además es uno de los cuatro clubes que se sostuvo más tiempo sin descender de Primera División, con 72 años desde su ascenso en 1914 hasta 1986, solo por detrás de Boca Juniors, River Plate e Independiente. A nivel internacional, fue semifinalista en la Copa Libertadores 1974 y subcampeón de la Copa Sudamericana 2015.
Es propietario del estadio Tomás Adolfo Ducó,apodado «El Palacio Ducó », donde ejerce la localía, ubicado en la avenida Amancio Alcorta 2570. Su sede social, de la que también posee la propiedad, se ubica en avenida Caseros 3159, y tiene, asimismo, un campo de deportes conocido como «La Quemita», que se encuentra emplazado en la avenida Mariano Acosta 1981, en terrenos cedidos por el Gobierno de la Ciudad de Buenos Aires.
Su histórico rival es San Lorenzo, con el que disputa uno de los clásicos más característicos del país. Pese a no formar parte del grupo de los equipos grandes del fútbol argentino, son también considerados clásicos los partidos que disputa con los otros grandes River Plate, Racing Club, Independiente, y Boca Juniors en especial los enfrentamientos con este último, antiguo rival de la Asociación Argentina de Football durante el amateurismo.
Por otro lado, es una de las once instituciones que integran la galería de «clubes clásicos de la FIFA» de Argentina.

## Historia

### 1903-1909: Inicios

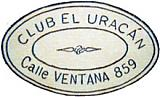
Primer sello

En el año 1903, un grupo de adolescentes alumnos del Colegio Luppi, que se juntaban a jugar al fútbol en los alrededores de la actual estación Sáenz, en el barrio de Nueva Pompeya, decidieron constituir un equipo a los fines de enfrentarse con otros en las mismas condiciones. La primera reunión formal, sin actas ni sede, sucedió el 25 de mayo de ese año en la vereda frente a la casa de Tomás Jeansalle, situada en la calle Ventana 859. El nombre elegido fue «Los Chiquitos de Pompeya» y el lugar de la primera cancha, la calle Cachi entre Traful y Ancaste.
En 1905, con el club asentado y bajo la conducción de Hilario Germán Ramponi, se cambió el nombre por el de «Defensores de Ventana», y más tarde se acercaron al club pioneros como Ernesto Dell Isola, Antonio Salgado y Elisardo Fernández.
Luego, una vez más en las veredas de la calle Ventana, se realizó la primera asamblea, posiblemente el 25 de mayo de 1907. Con la idea de participar orgánicamente en los torneos de las asociaciones reconocidas, con Américo Stefanini como principal impulsor de la iniciativa, decidieron regularizar el club bajo el nombre de «Verde esperanza y no pierde» (o «Verde esperanza y nunca pierde»), tras sugerirse otros que no prosperaron, como «Defensores de Nueva Pompeya», incluido un insólito «Defensores de Villa Crespo», aunque no existe documentación alguna para verificarlo. Siguiendo con la historia, se dice que fueron hasta una librería del barrio, ubicada en la esquina de Av. Sáenz y Esquiú, con la intención de encargar un sello de goma con el nombre del club, pero no lo pudieron hacer. Algunas narraciones suponen que no les alcanzó el dinero (dos pesos con cincuenta) para tanta cantidad de letras, otras sostienen que en realidad el librero, de apellido Richino, les recomendó un nombre más corto, ya que el elegido era muy extenso para denominar a un club de fútbol. Así fue que, en una de las paredes, había un aviso comercial (o almanaque) con la leyenda “El Huracán”, y los muchachos se decidieron por ese nombre. El primer sello del club decía: “CLUB EL URACÁN - Calle VENTANA 859”. La ausencia de la letra “H” podría deberse a que el librero era de origen italiano y esa letra solo se usa para ciertas formas de verbo, o simplemente por un olvido o error, aunque, cuando le reclamaron la falta, solo obtuvieron la devolución de cincuenta centavos, según algunos, o una almohadilla de sellos, según afirman otros. Existen testimonios de que en la comisión directiva el primer presidente fue Agustín Caimi, el secretario Tomás Jeansalle y el tesorero Gastón Brunet. Asimismo, A. Villar fue designado capitán y Ernesto Dell Isola, subcapitán. Además de estos cinco, también estaban en el grupo fundador Américo Steffanini, Juan Fariña, Ángel Cambiasso, Enrique Verni, Vicente Chiarante, E. Lerov, R. Guruchaga, Antonio Salgado, R. Fernández, J. Spagarino, W. Luján, y J. López.

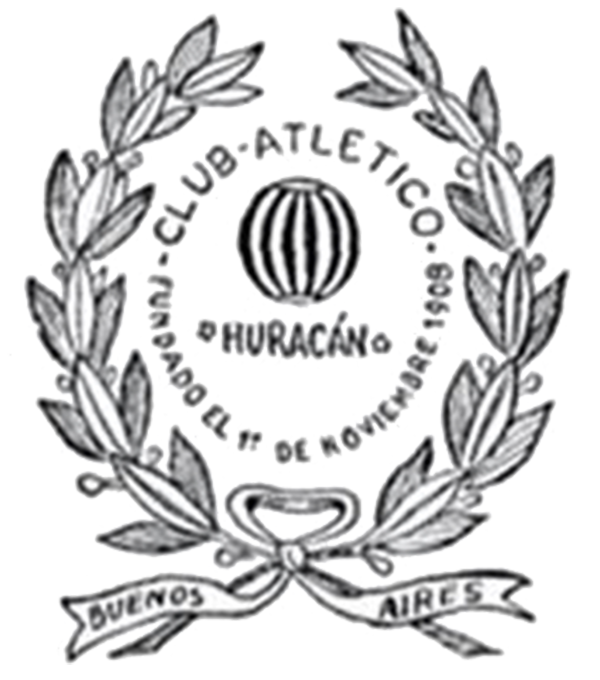
Sello de las actas fundacionales

Ya en 1908, se acercaron al grupo precursor otros jóvenes, alumnos en su mayoría del Colegio San Martín, de Parque Patricios, y jugadores de otros clubes, como los hermanos Alberti. Es entonces que apareció la figura de José Laguna, proveniente del club Gloria de Mayo, que en algunas oportunidades había jugado para Huracán, quien, tras una final perdida escandalosamente contra los Forzosos de Almagro que llevó a algunos a querer disolver el club, alentó a los muchachos a seguir adelante. A pesar de que él no había participado de la final, convocó a una reunión para decidir el futuro de Huracán. Dicha reunión, en la que se refundó el club, ahora uniendo Pompeya con Parque Patricios, se realizó en la calle Patagones 2250 (hoy 2972), en la casa de Ernesto Dellisola, el día 1 de noviembre de 1908, y participaron de la misma, además del mencionado Laguna, Agustín Alberti, Vicente Chiarante y Enrique Berni, entre otros.
Existe un libro de actas, con seguridad iniciado en julio de 1910, donde la que lleva el título de "Acta de Fundación del Club Atlético Huracán", fechada retroactivamente el 12 de noviembre de 1908, dice: “Fúndase en Buenos Aires con fecha 25 de mayo de 1903 el Club Atlético Huracán y reorganizado el 1º de noviembre de 1908, con el fin de fomentar el juego atlético, especialmente el football”, firmando como presidente José Laguna y como secretario Alberto Rodríguez.En dicha acta fundacional, se dejó constancia de que "los distintivos que usará el club serán los siguientes: "en football se usará camiseta blanca con la insignia del globo Huracán". Este globo aerostático, que llegó a la Argentina traído desde Francia por el Aero Club Argentino, fue piloteado por primera vez, por el ingeniero electricista Jorge Newbery, a mediados de 1909, por lo que es imposible que haya sido conocido en 1908, pero sí en 1910, cuando el día 20 de julio se realizó la segunda asamblea y se redactó aquella primera acta, que lleva un sello redondo, con un globo en cuya base decía "Huracán", en el centro, y las leyendas "Club Atlético" en la parte superior, y "Fundado el 1 de noviembre de 1908", en la inferior. Esta fecha quedó como la de fundación oficial.

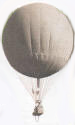
El globo aerostático Huracán, con el que Jorge Newbery cruzó tres repúblicas.

#### Newbery y el globo Huracán

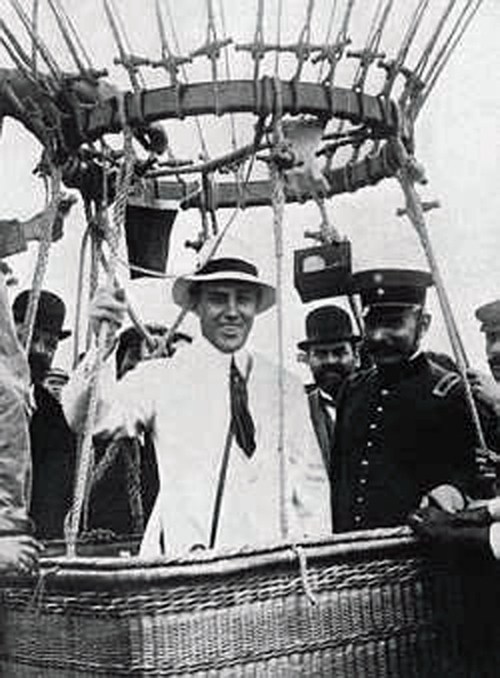
Jorge Newbery, presidente honorario del club in aeternum.

En el mes de diciembre de 1909 el ingeniero Newbery a bordo de su globo, realizó su travesía más apasionante, cuando salió desde el barrio de Belgrano, en la ciudad de Buenos Aires, y llegó hasta la ciudad brasileña de Bagé. Dicho hecho fue el que inspiró el distintivo del club y el que decidió que se adoptara como símbolo el globo Huracán. Aunque seguramente el club ya lo estaría usando en su camiseta desde mucho antes, la autorización de Newbery llegó en febrero de 1911, en una carta dirigida al "Señor Presidente del Club Atlético Huracán, don José Laguna".
Cuando el club alcanzó la categoría más alta del fútbol argentino (1914), se le envió un telegrama que decía: “Hemos cumplido, el Club Atlético Huracán, sin interrupción conquistó tres categorías, ascendiendo a primera división, como el globo que cruzó tres repúblicas”.
En mayo de 1911 la comisión directiva designó socio honorario a Jorge Newbery y luego lo convirtió en el primer presidente honorario.

### 1910-1920: Los primeros años

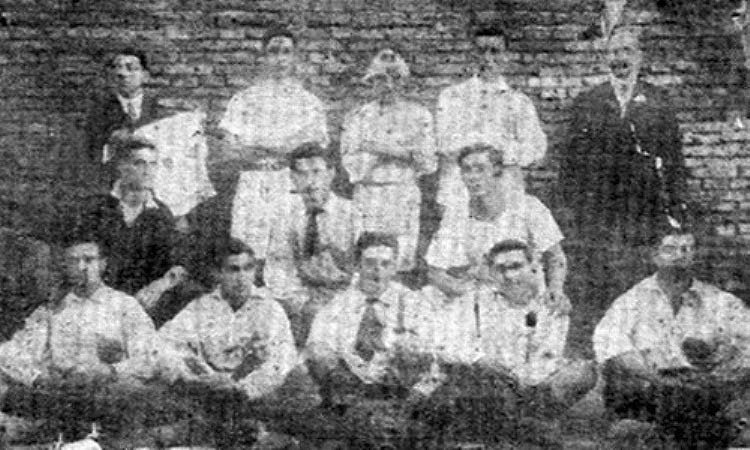
Equipo de 1911

En principio, Huracán tuvo su primera cancha en unos terrenos ubicados en Cachi y Traful (barrio de Nueva Pompeya), hasta poder tener su primera cancha, la que tuvo como abanderado al propio Jorge Newbery, quien fue el encargado de conseguir la cesión de parte del predio municipal ubicado sobre la calle Arenas (hoy Almafuerte) para el emplazamiento de la cancha, y al mismo tiempo gestionar para que Huracán lograra ingresar en la Asociación Argentina de Football.
La cancha y la habilitación para jugar en tercera división quedaron consumadas en 1912, y en años consecutivos logró llegar a la Primera División, en la que debutó en 1914. Los años posteriores fueron algo más trabajosos que los que tuvo que pasar para llegar a primera. Así y todo, consiguió figurar entre los primeros puestos y el primer campeonato estuvo cada vez más cerca de lograrse.

### 1920-1929: La «Década de Oro»

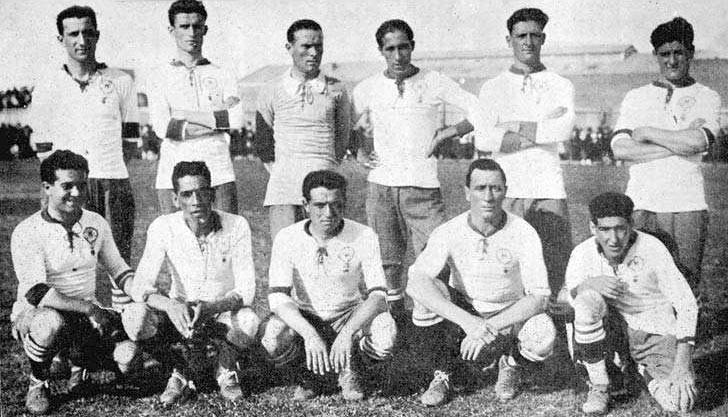
En 1921 Huracán logró el primero de sus cinco títulos de Primera División

Finalmente en 1920 Huracán consiguió su primera copa nacional al ganar la Copa Estímulo, que se jugó durante el receso del Campeonato Sudamericano y quedó inconclusa, dándole a Huracán el título por la no presentación del equipo de Banfield en el encuentro decisivo. Ya en 1921, Huracán obtuvo su primer campeonato en Primera División, perdiendo solo un partido de 18 jugados. Logró el bicampeonato de la Asociación Argentina en 1922, ganando 13 de los 16 partidos. En 1923 se dio una situación particular: se suspendió el campeonato cuando Huracán iba primero junto con Boca Juniors, pero con un partido menos, y se decidió jugar una final entre ambos, para proclamar al campeón, Boca ganó por 2 a 0 el cuarto partido de desempate, y se quedó con la gloria.

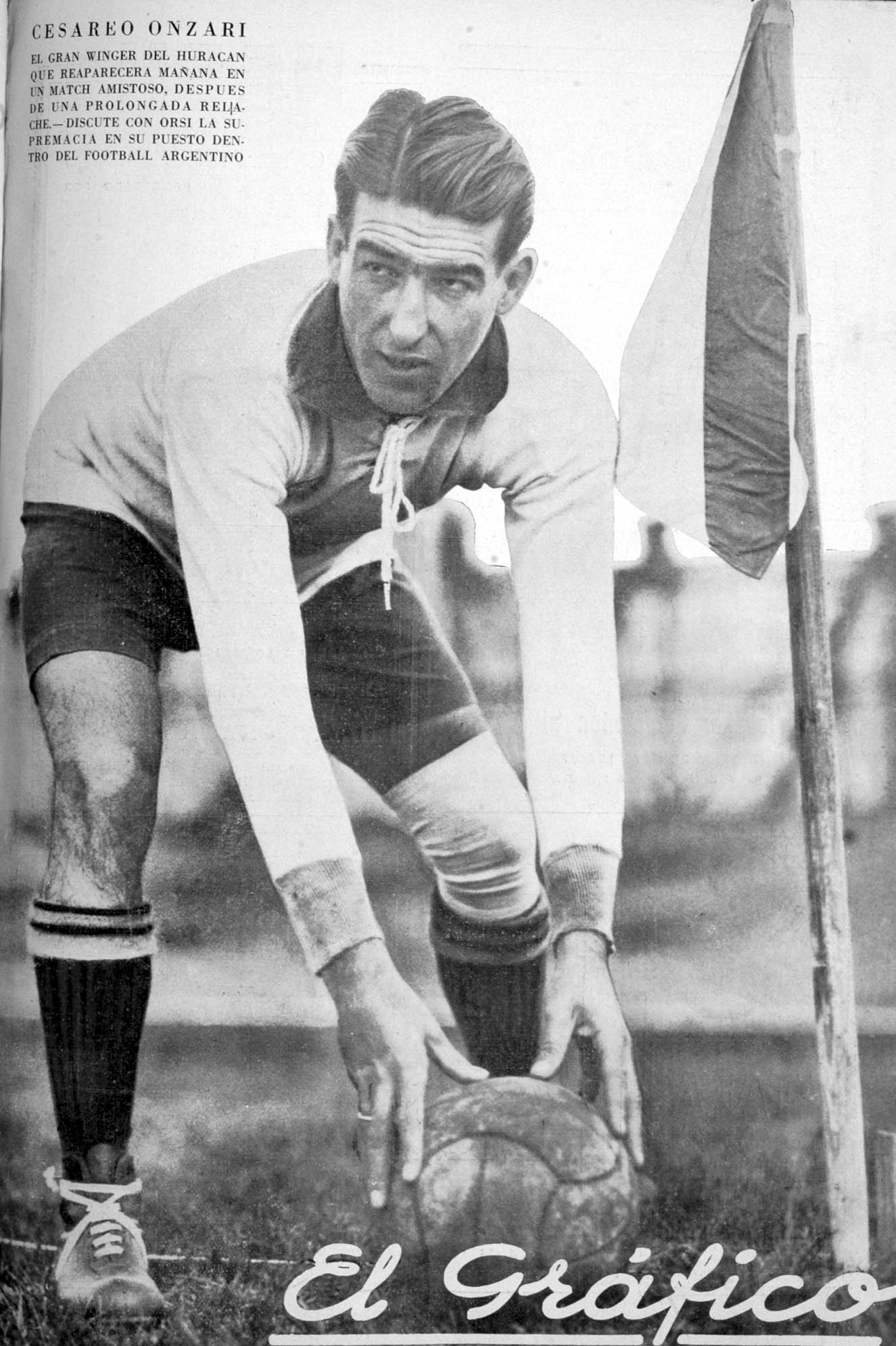
Cesáreo Onzari, autor del primer gol olímpico legal de la historia, jugó 12 años en Huracán

1924 fue un año de transición después del duro golpe sufrido el año anterior y 12 meses después Huracán logró un nuevo éxito derrotando a Nueva Chicago en una final, ya que ambos equipos habían llegado con la misma cantidad de puntos. Sin mucho tiempo para el festejo, Huracán logró otro nuevo campeonato en 1928, ya con ambas asociaciones unificadas, obteniendo 58 puntos en un torneo que duró 16 meses y terminó en junio de 1929.

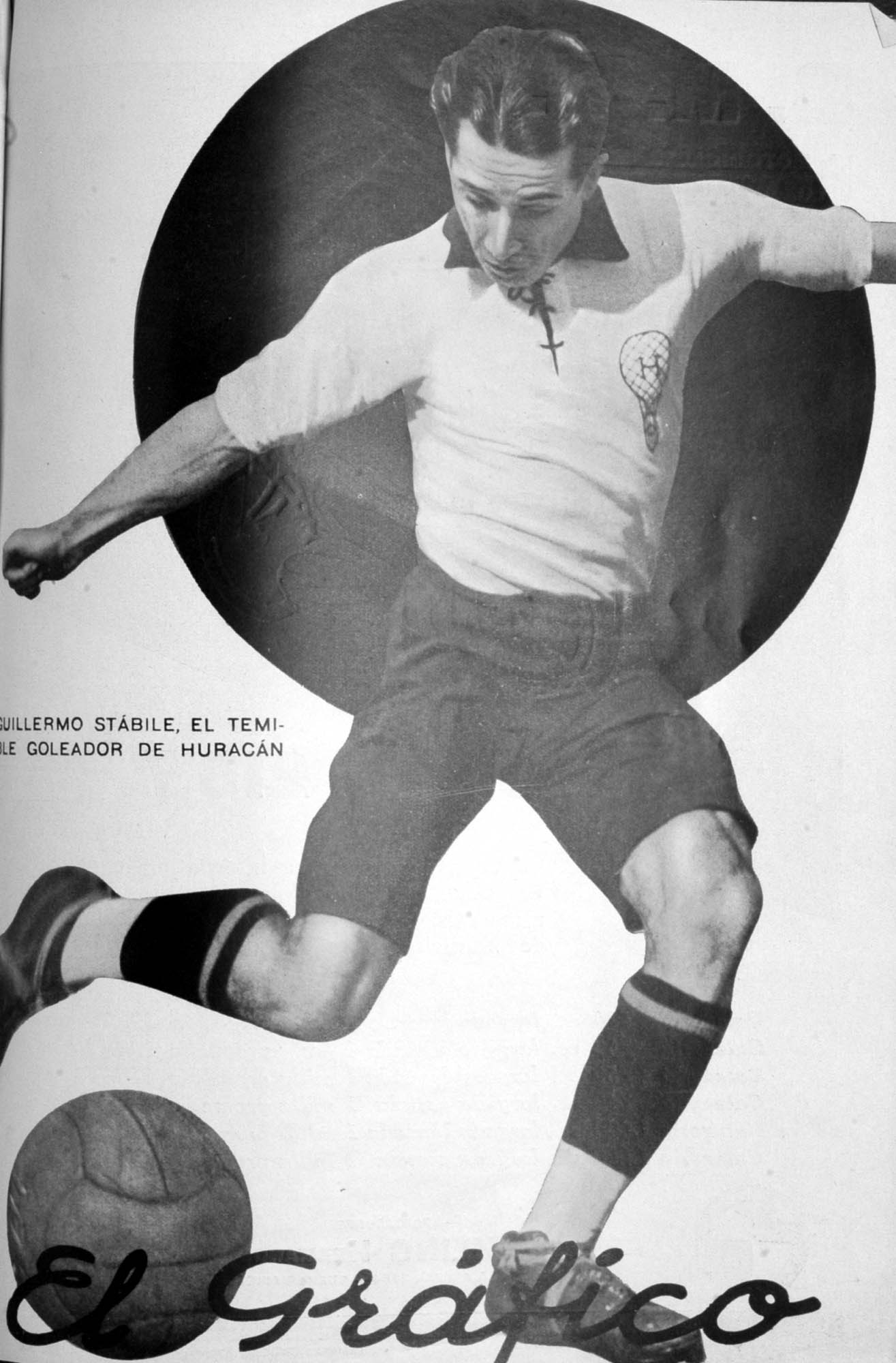
El internacional Guillermo Stábile anotó 102 goles en 119 partidos y ganó tres títulos como jugador de Huracán, y fue el máximo goleador de la Copa Mundial de Fútbol de 1930 con Argentina

Huracán, sin lugar a dudas, se proclamó como uno de los principales animadores de los torneos amateurs figurando siempre, salvo en 1930, entre los diez primeros equipos. Con la obtención de los títulos de campeón en 1921, 1922, 1925 y 1928, se ganó la consideración de equipo grande del fútbol de Argentina, destacándose la capacidad goleadora de Guillermo Stábile, mientras Ángel Chiesa, Juan Pratto, Ramón Vázquez, Cesáreo Onzari y Carlos Nóbile participaron de los cuatro campeonatos.

Los títulos de liga obtenidos le dieron a Huracán el derecho de participar en la Copa Doctor Carlos Ibarguren, que enfrentaba al campeón de Primera División con su par de la Liga Rosarina de Fútbol. En su primera participación, en 1921, Huracán cayó por 3 a 0 ante Newell's Old Boys, pero se tomó la revancha al año siguiente al derrotar al conjunto rosarino por 1 a 0 con gol de Ángel Domingo Chiesa, en un partido de desempate tras haber igualado 1 a 1 en la final, una vez más con un gol anotado por Chiesa. El cuadro de Parque Patricios se consagraría campeón nuevamente de la Copa Ibarguren en 1925, venciendo al entonces campeón de Rosario, Tiro Federal por 2 a 1, con goles de Guillermo Stábile y Juan Pratto.

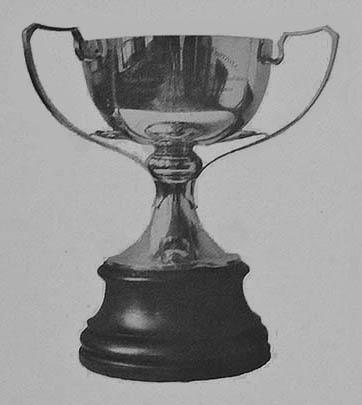
La Copa Ibarguren obtenida por Huracán en 1922 y 1925.

Asimismo, tales Campeonatos (1921, 1922, 1925 y 1928) otorgaron a Huracán las plazas para disputar títulos oficiales internacionales de máxima categoría organizados por las actuales AFA y AUF: las Copa Aldao (también conocidas como Copas Río de la Plata o Campeonatos Rioplatenses) de las susodichas ediciones. Sin embargo, en las tres primeras ocasiones, al club se le negó, hasta ahora, u otorgamiento de lauro o participación por el mismo. Caso por caso:
- Durante 1921, Huracán, como campeón de la Asociación Argentina de Football (AAF), la oficial homologada por la FIFA, debió enfrentar a Peñarol, el ganador de la Asociación Uruguaya de Fútbol (AUF), aunque este último desistió de participar, dando comienzo al cisma del fútbol uruguayo. En al menos tres libros se coincide en que se trata de un caso excepcional en la historia de las competiciones: una ausencia unilateral que atenta contra el derecho legítimo del rival, que sí estaba dispuesto a participar. Y como tal debería ser entendido el episodio. Algunos sectores oficiales consideraron que el título debió haber sido otorgado al único finalista presentado, sumados historiadores, diversos diarios de la época y distintas páginas especializadas en estadísticas de fútbol que directamente le adjudican Huracán esa histórica copa, aunque la resolución nunca fue (a hoy) brindada. De idéntico modo contempla este trofeo el libro oficial del centenario de la institución «Grande se nace, 100 años: Centenario del Club Atlético Huracán», aunque sin negar que se trata de un trofeo en discusión.[17][18]
- Para la edición 1922, Huracán, siendo bicampeón, debió medirse ante Nacional, el concursante de Uruguay. No obstante, la final jamás llegó (al menos hasta estos días) debido a la gran tirantez que nació entre las asociaciones argentina y uruguaya merced de la deserción de Peñarol del año anterior y sus discusiones de la mano.[19][20]
- En 1925, Huracán fue negado del título por tercera vez por dos puntos claves: el primero, el mismo que el anterior, aquel embarazo institucional entre las casas rectoras latente desde la edición de 1921; el segundo, la ausencia de un oponente, ya que en Uruguay no finalizó ninguno de los dos torneos y por tanto no hubo campeones ni, del mismo modo, un delegado. Huracán fue, así, el único finalista rioplatense de este año. En los tres casos (1921, 1922 y 1925) aplica el concepto de walkover.[21][22]

La final correspondiente a la edición 1928 sí se jugó y el resultado fue desfavorable: los representados por Negro; Pratto, Settis; Bartolucci, Federici, Souza; Loizo, Spósito, Stábile, Chiesa y Concheiro, cayeron ante Peñarol, que formó con Capuccini; Gestido, Noguez; Campolo, Silva, D'Agosto; Sacco, Sarni, Fernández, Riolfo y Arremón, y, con gritos de Fernández (38') y Sarni (47' y 85'), vencieron 3-0 el sábado 26 de octubre de 1929 en la cancha de River.

### 1931-1939: El inicio del profesionalismo

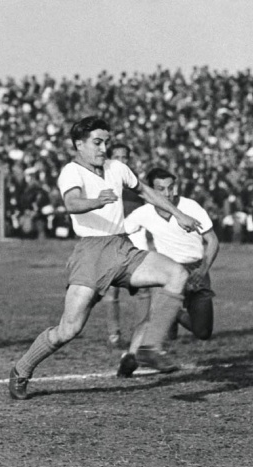
Emilio Baldonedo, tercer máximo goleador de Huracán, jugó 10 años en el club

Cuando en 1934 se creó la Asociación del Fútbol Argentino (AFA) los clubes de mayor popularidad presionaron para obtener mayor peso en la toma de decisiones. En 1937 esa presión tuvo éxito y la AFA, por resolución del 5 de agosto, estableció un sistema de voto calificado de acuerdo a las siguientes reglas:
Tres votos: Los clubes que tengan más de 15.000 socios, 20 años de participación consecutiva en los torneos oficiales y haya sido campeón al menos dos veces;
Dos votos: Los clubes que tengan más de 10.000 socios y menos de 15.000, o los que no alcanzando esa membresía haya sido campeón de primera división y tenga una antigüedad no menor de 20 años en primera;
Un voto: Los clubes que no reúnan los requisitos anteriores.
Los únicos clubes que reunieron los requisitos del primer grupo y contaron con tres votos fueron Boca Juniors, River Plate, Independiente, San Lorenzo de Almagro y Racing, Huracán conseguiría los tres votos en 1941.
En 1947, con el ingreso de Tomas Adolfo Ducó a la A.F.A., esto se revirtió y allí surgió entonces la denominación de los seis grandes que se hizo popular con el correr del tiempo.
Los primeros años del profesionalismo distan bastante de las grandes conquistas y momentos de gloria. Reestructuraciones internas y propias del fútbol argentino alejaron a Huracán de volver a tomar protagonismo y halagos.
1939 es un año importante no tanto en lo deportivo sino en lo institucional. Bajo las directivas de Tomas A. Ducó, Huracán adquiere los predios tanto de la sede como de donde se sitúa hoy el estadio. Crece de manera importante la masa societaria que supera las 20.000 personas, pero todo esto no logra estar acompañado con los éxitos que quedaron años atrás.

### 1940-1949: Las copas nacionales

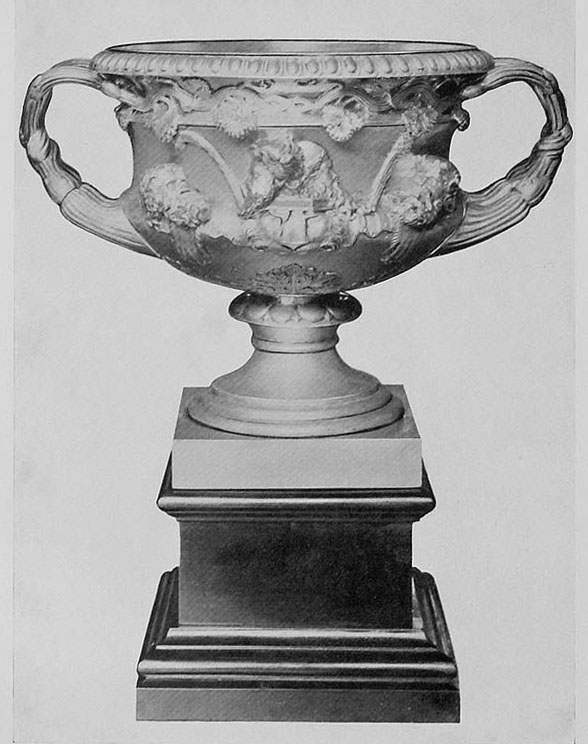
Copa de Competencia Británica obtenida por Huracán en 1944

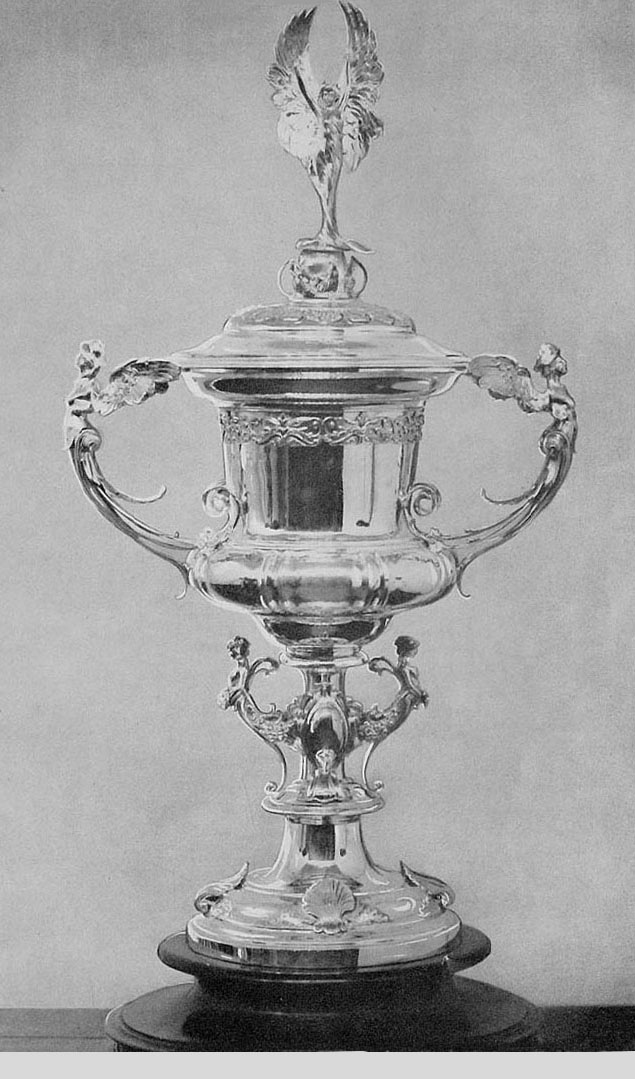
Copa Escobar obtenida por Huracán en 1942 y 1943

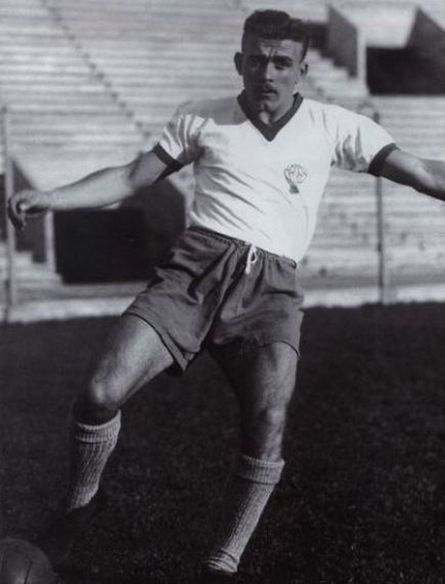
Di Stéfano en Huracán

La década del '40 trajo momentos dulces y no tanto.
En 1941 Huracán ganó una plaza para participar por primera vez en la Copa Adrián C. Escobar, al posicionarse entre los primeros 7 puestos de la tabla del campeonato. En su debut en la Copa, Huracán logró llegar a la final, pero cayó derrotado ante River Plate, el campeón vigente del campeonato de 1941. Un año después, en 1942, Huracán volvió a participar de la competencia, dejando atrás en cuartos de final a Newell’s Old Boys por diferencia de córneres (4 a 2), tras haber empatado en 0, y a su clásico rival San Lorenzo de Almagro, en semifinales, por 1 a 0 en tiempo suplementario. La final volvió a ser ante River, pero esta vez el resultado fue de 2 a 0 a favor del conjunto de Parque Patricios, con lo que se consagró campeón de la Copa Escobar por primera vez. Al año siguiente, 1943, Huracán repitió la hazaña, tras superar a River Plate en cuartos de final, y a Independiente, en semifinales. El partido final ante Platense se definió por diferencia de córneres, al haber concluido sin goles el tiempo reglamentario. De esta manera, Huracán logró alzarse con el trofeo por segunda vez, en forma consecutiva.
Tan solo un año después, en 1944, el equipo volvió a consagrarse campeón, esta vez de la Copa de Competencia Británica, en la que participaron 16 equipos de Primera División. Venció por 2 a 1 a Vélez Sársfield en octavos de final, mientras que en cuartos se midió en el clásico ante San Lorenzo. El partido finalizó 4 a 3 a favor de Huracán, lo que le brindó el pase a semifinales y la clasificación a otra copa, la Copa de la República “General Pedro Pablo Ramírez” de 1944, además de la particularidad de eliminar, por segunda vez consecutiva, a su histórico rival en una copa nacional. Más tarde dejó en el camino a Newell’s Old Boys, en semis, por un contundente 4 a 1, llegando así a la final, donde se enfentó a Boca Juniors. Con goles de Norberto Méndez, Natalio Pescia (e/c) y Llamil Simes (2), los Quemeros se impusieron por 4 a 2, frente al conjunto xeneize. Así Huracán consiguió su sexta copa nacional, consagrándose campeón por tres años seguidos.
En lo institucional, hacia 1941 se comenzaron las obras en el predio de Alcorta y Luna. La reapertura y el primer partido disputado en el nuevo Estadio Jorge Newbery (rebautizado el 23 de septiembre de 1967 como Tomás Adolfo Ducó), "El Palacio", fue el domingo 7 de septiembre de 1947, con una concurrencia de más de 80 000 espectadores, en el que Huracán venció a Boca Juniors por 4 a 3. El debut oficial se produjo el jueves 10 de noviembre de 1949, contra Peñarol de Montevideo, en un partido que finalizó 4 a 1 a favor de los Quemeros.
A mediados de esa década, el club fue intervenido por diferencias entre el gobierno argentino y la presidencia de Huracán, comandada por Tomas Ducó. Durante esta época, Huracán se posicionó generalmente entre los primeros 5 equipos de la tabla de posiciones y tuvo en sus filas a uno de los mejores futbolistas argentinos de la época: Herminio Masantonio.
Concluida la última jornada del Campeonato de 1949, Huracán quedó último en la tabla igualado en 26 puntos con Lanús, por lo que ambas instituciones debieron disputar un desempate, en partidos de ida y vuelta, para determinar qué equipo tendría que jugar el próximo año en la Primera B. Dada la paridad producida en los tres anteriores, el 16 de febrero de 1950 se disputó en el estadio de River Plate un cuarto y último encuentro, que se le dio por ganado a Huracán ante la negativa de los jugadores de Lanús a seguir jugando, en protesta por una decisión del árbitro, con lo que conservó la categoría.
Otros hechos de importancia fueron los debuts de dos jugadores que hicieron historia en el fútbol argentino: Alfredo Di Stéfano en 1946, y Adolfo Pedernera en 1948.

### 1950-1972: Buenas y malas campañas

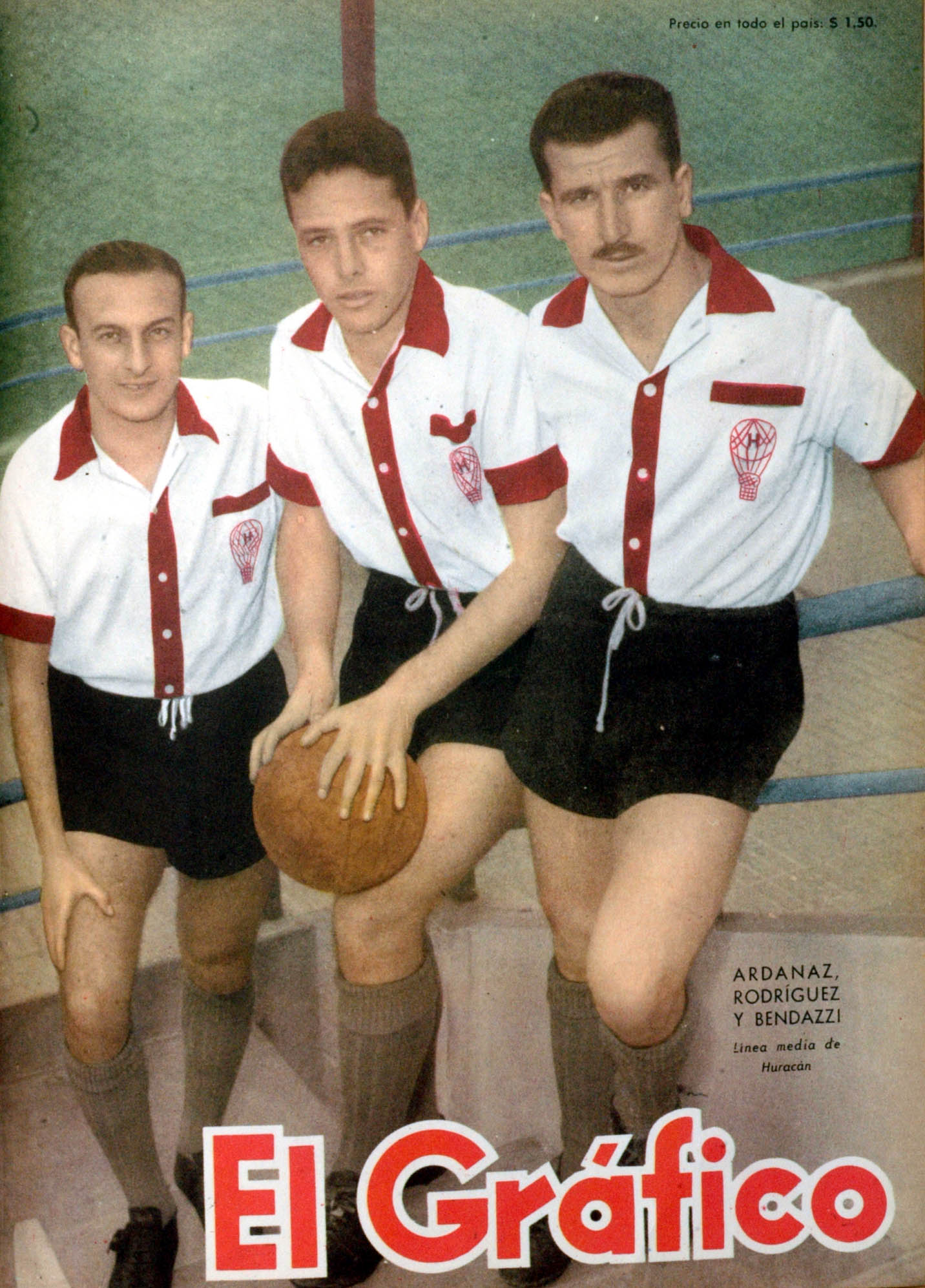
Ardanaz, Rodríguez y Bendazzi en 1954.

Los dos primeros años de la década del 50 también tuvieron a Huracán entre los equipos que pelearon por no descender, pero nada de eso sucedió, ya que en 1950 ganó los dos partidos de desempate frente a Tigre, y en 1951 terminó un punto por encima del descendido Quilmes. El tercer puesto del campeonato de 1952, ya otra vez bajo la conducción de Tomas Ducó, es uno de los hitos más relevantes de aquella década en la cual Huracán tampoco pudo dar el puntinazo final.
Poco resonante fue la actuación futbolística de Huracán en la década de 1960 a pesar de las grandes ilusiones que por entonces se tenían. Salvo el sexto puesto en 1963 y el octavo en 1962, el club no logra acomodarse entre los 10 primeros de la tabla de posiciones.
En 1967 se produjo la reestructuración de los certámenes y a partir de ahí nacieron los torneos Metropolitano y Nacional, destacándose en esta etapa Miguel Loayza y Alfredo Obberti, entre otros. En 1969 jugaron juntos por primera vez los que luego serían dos glorias del club: Miguel Brindisi y Carlos Babington, quien debutó en esa temporada.
Una leve recuperación en los últimos años deja la puerta abierta para la nueva década, la del 70, donde ahí Huracán podrá coronarse como campeón por primera vez en el profesionalismo. Comenzaron las buenas campañas y así, salió tercero en el Metropolitano del 72, dejando a Miguel Brindisi y a Roque Avallay como goleadores del torneo, y siendo el único equipo que le ganó al campeón San Lorenzo, en la segunda rueda con una goleada por 3 a 0.

### 1973: Huracán campeón

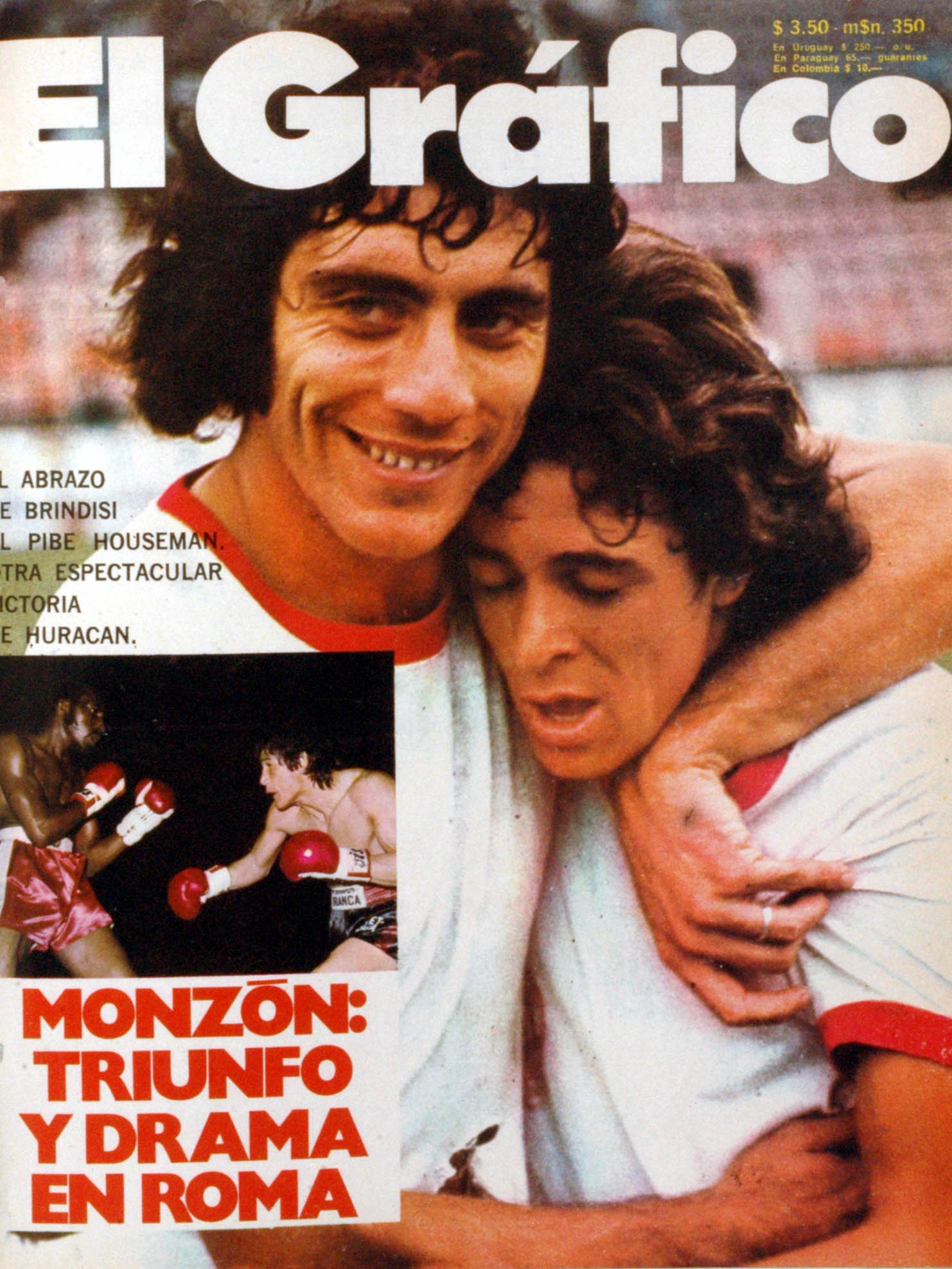
Miguel Ángel Brindisi y René Houseman en el recordado Huracán de 1973

Es entonces que el proceso iniciado por el director técnico César Luis Menotti en 1971, desembocó en el gran equipo que deslumbró a todos, sobre todo en la primera rueda del torneo, y se consagró dos fechas antes de la finalización del mismo. El 16 de septiembre de 1973, a pesar de perder por 2 a 1, de local, contra el Club de Gimnasia y Esgrima La Plata, Huracán obtuvo el campeonato por quinta vez en su historia y por primera vez en el profesionalismo.
El equipo ocupó la primera posición durante toda la duración del campeonato y terminó obteniendo 46 puntos a lo largo de las 32 fechas, fruto de 19 partidos ganados, 8 empatados y 5 perdidos, con 62 goles a favor y 30 en contra, siendo la valla menos vencida. La formación quedó en la memoria de todo amante del buen trato de la pelota, más allá de los colores de la camiseta: Héctor Roganti, Nelson Chabay, Daniel Buglione, Alfio Basile, Jorge Carrascosa, Miguel Brindisi, Francisco Russo, Carlos Babington, René Houseman, Roque Avallay y Omar Larrosa era el once de aquel equipo. Huracán ganó el Torneo Metropolitano y quedó en la historia. Los diarios y revistas titulaban: “Parque de los Patricios, palacio del gol”, “Huracán sigue regalando fiestas” “¿Cuánto vale el abono a platea en Huracán?”.
| Alineación: - Héctor Roganti - Nelson Chabay - Daniel Buglione - Alfio Basile - Jorge Carrascosa - Miguel Brindisi - Francisco Russo - Carlos Babington - René Houseman - Omar Larrosa - Roque Avallay - DT: César Luis Menotti |  | Campeón Metropolitano 1973 Roganti Carrascosa Basile Chabay Buglione Babington Larrosa Houseman Russo Avallay Brindisi |
| Campeón Metropolitano 1973 Roganti Carrascosa Basile Chabay Buglione Babington Larrosa Houseman Russo Avallay Brindisi |  | |

Suplentes: Miguel Ángel Leyes, Carlos Alberto Leone, Eduardo Enrique Quiroga, Leonidas Francisco Nicolas Del Valle, José Ruben Scalise, Edgardo Luis Cantú, Julio Cesar Tello, Rubén Ríos, Adolfo Keurikián, Ángel Carlos Tolisano, Alberto Fanesi, Carlos Roberto Zeballos, Dante Alfonso Roma, Marcos Pereira Martins (Brasil) y Edgar Guilhermino Beck (Portugal).

#### Goleadores

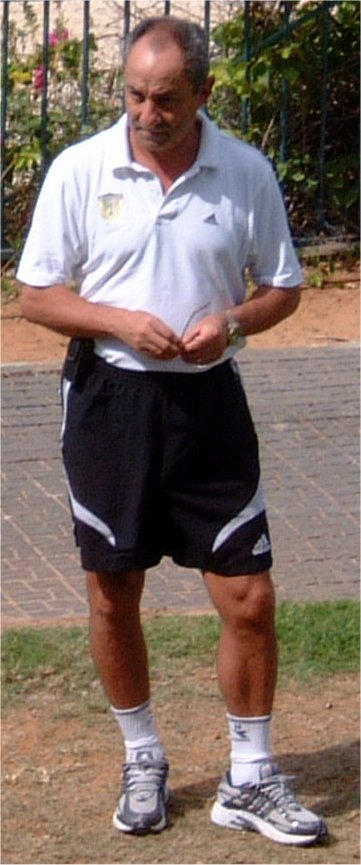
Osvaldo Ardiles, jugador (1975-1978) y director técnico (2007) del club.

| Jugador               | Goles |
| --------------------- | ----- |
| Omar Larrosa          | 15    |
| Miguel Ángel Brindisi | 12    |
| Roque Avallay         | 11    |
| René Houseman         | 10    |
| Carlos Babington      | 8     |
| Eduardo Quiroga       | 3     |
| Alfio Basile          | 1     |
| Francisco del Valle   | 1     |
| José Scalise          | 1     |

### 1974-1980: Post campeonato
Con la misma base de jugadores, en 1974 llegó a la semifinal de la Copa Libertadores de América. En el 75 logró el subcampeonato en el Torneo Metropolitano, y en 1976, ya con la presencia en el primer equipo de dos notables jugadores, Héctor Baley y Osvaldo Ardiles, consagrados posteriormente campeones mundiales en 1978, volvió a obtener el segundo puesto en el Metropolitano. En un torneo que tuvo un formato muy particular que terminó perjudicando las posibilidades de consagración de Huracán, que fue el conjunto de mejor rendimiento: tras una doble ronda de clasificación en la que se dividieron los participantes en dos grupos, en la que terminó primero en la Zona A, invicto (15 victorias y 7 empates, en 22 partidos), con un gran juego y una importante diferencia sobre los otros clasificados a la rueda final, perdió en la cancha de River lo que fue prácticamente una final contra Boca Juniors, a la postre campeón, cotejo que se llevó a cabo con mucha agua en el terreno de juego y formó parte de la definición en la que cada equipo jugó once partidos. Estos encuentros correspondieron a la Zona Campeonato, que se desarrolló con doce equipos, los seis clasificados de cada zona, en una sola vuelta de todos contra todos en cancha neutral. Es de destacar también que, en ese 1976, Huracán ganó los cinco clásicos que disputó durante el año contra San Lorenzo, su encumbrado y máximo rival. En 1977, el club firmó contrato con Adidas para ser el proveedor de la camiseta, convirtiéndose en la primera institución de Argentina en obtener indumentaria de dicha marca.
En la década del ’80, cuando los resultados futbolísticos no eran los mejores, Huracán cumplía el sueño de tener su propio campo deportivo, La Quemita.

### 1981-1986: El primer descenso
Los años 80 no fueron buenos para el club. Luego de varios campeonatos ubicado de mitad de tabla para abajo, el Globo de Parque Patricios descendió en 1986, por primera vez, a la Primera B Nacional, tras 72 temporadas ininterrumpidas en Primera División, luego de terminar penúltimo en los promedios, debió disputar el Octogonal reclasificatorio con los siete mejores del Torneo Apertura '86 de la Primera B. Luego de vencer a Lanús y Los Andes, se enfrentó con Deportivo Italiano. El primer partido El Globo perdió 0:1 en el estadio Arquitecto Ricardo Etcheverri. En el segundo partido, Huracán venció por 2 a 1 en el José Amalfitani terminando en el global empatado provocando así un partido desempate. Nuevamente en el estadio José Amalfitani, se enfrentaron el 24 de junio para determinar quien se quedaba con el lugar en Primera. Finalmente empataron 2:2 y se vieron obligados a una definición por penales. Huracán perdió 2:4 en penales y así descendía por primera vez en toda su historia.

### 1986-1989: A las puertas del ascenso
Huracán en la primera temporada quedó en el 4.º puesto a 8 puntos del primero, disputando así el Torneo Reducido por el segundo ascenso entre los equipos que finalizaron entre el segundo y el noveno puesto de la tabla general, por eliminación directa con partidos de ida y vuelta. Venció a Deportivo Mandiyú 2:0 en el global, avanzando a semifinales. Luego empató 0 a 0 el primer el partido en Córdoba frente a Belgrano y en el partido de vuelta perdió por 2 a 1, permaneciendo otro año en la B Nacional.
En su segunda temporada, Huracán finalizó 7.º en las posiciones, jugando otra vez el Torneo Reducido. Venció en primera ronda a Douglas Haig, en la segunda le ganó a Belgrano y pasó a semifinales, pero perdió nuevamente en esa instancia, frente a Chaco For Ever.
En la temporada 88/89 terminó 5.º en la tabla general, volviendo así a jugar otro torneo reducido. En la primera instancia superó a Atlético de Rafaela, pero perdió en segunda ronda frente a Colón de Santa Fe.

### 1990: El ascenso ansiado
Pasó cuatro años militando en la segunda categoría, hasta que en el torneo 1989/90, de la mano de Carlos Babington, ahora como técnico, salió campeón y así regresó a la máxima división. El torneo del Nacional B no varió en su formato de disputa. Se mantuvo el cupo de 22 equipos y se jugaron 42 fechas, con partidos de ida y vuelta y todos contra todos. Luego de varios años de modificaciones constantes, el hecho de que se mantuviera el mismo formato por cuarto año consecutivo afianzó aún más la novedosa categoría del fútbol argentino.
Varios fueron los equipos que se turnaron en la cima de la tabla de posiciones. El que primero sobresalió fue Douglas Haig, equipo que fue único puntero por varias fechas hasta que lo pasó Atlético Tucumán. Sin embargo, al término de la primera rueda el conjunto de Pergamino compartía la punta con Huracán, ambos seguidos por Quilmes, quien los acechaba a un punto de diferencia. Esta mínima diferencia hizo que, luego de una racha de victorias consecutivas, el Cervecero se adueñara de la punta en el comienzo de la segunda rueda para no soltarla por varias jornadas.
Ya cuando faltaban pocas fechas para la finalización del torneo regular, Huracán alcanzó a Quilmes y lo superó, puesto que este último tuvo una notable decadencia en el rendimiento y en los resultados. De esta manera, el Globo no solo lo superó sino que también le sacó una diferencia que le permitió consagrarse una fecha antes el 19 de mayo de 1990, en cancha Los Andes, luego de haber ganado con gol de un hombre de la casa, Antonio Mohamed. El Globo aquel día formó con: Puentedura; Ramón Sebastián Britez, Cúper, Wiktor, Szulz; Amodeo, Quiroz, Herrero; Saturno, Mohamed y Delgado.. Finalmente el conjunto dirigido por Carlos Babington logró el ascenso directo a Primera con una marca de 42 partidos jugados, 24 ganados, 12 empatados y 6 perdidos, con 70 goles a favor y 32 en contra con una diferencia de 7 puntos con su escolta, Quilmes

### 1990-1994: De vuelta en Primera y un subcampeonato

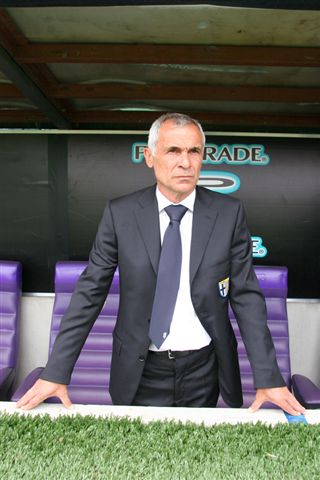
Héctor Cúper, logró el ascenso como jugador en 1990 y el subcampeonato de primera en el Torneo Clausura 1994 (Argentina)

En la vuelta luego de 4 temporadas, para el campeonato 1990/91 logró el 7.º puesto, y Sergio Saturno fue el goleador de aquel equipo. A la siguiente temporada se clasificó para el Torneo Octogonal de la liguilla pre-Libertadores, pero perdió en primera instancia.
Consolidado en Primera, y con Héctor Cúper como técnico, logró clasificar a un torneo internacional luego de 19 años jugando la Copa Conmebol 1993 después de haber quedado 5.º en la tabla general del campeonato 1992/93, pero quedó eliminado en octavos final con Peñarol, luego de perder el primer partido en Montevideo por 1 a 0 y empatar 1 a 1 en Parque Patricios.
Luchó por el Clausura 1994 con figuras como Walter Pelletti, Hugo Morales y Víctor Hugo Delgado. Venció a rivales directo en la disputa por el torneo como a su clásico rival, San Lorenzo, por 2:1 en la 12.ª fecha y Rosario Central por 1:0. En la ante última fecha venció a Banfield 2:0. A falta de una fecha Huracán se ubicaba en el primer puesto, con ventaja de un punto sobre su escolta, Independiente, justamente en la última fecha se enfrentaron. Se definió en Avellaneda, el 28 de agosto, tras la conclusión del Mundial de los Estados Unidos. Los Rojos, dirigidos por el ex Huracán, Brindisi, se impusieron y se alzaron con el título al vencer por 4 a 0. Rambert abrió el marcador, a los 19 minutos de juego, y Garnero aumentó, a los 25. En el complemento, a los 10, Couceiro, en contra, dejó el partido 3 a 0 y, a cinco minutos del final, Ricardo Gareca, puso el 4 a 0 definitivo. El puntaje acumulado de ese año posibilitó que Huracán disputara la Copa Conmebol.
La formación más frecuente era la siguiente: Gutiérrez, Váttimos, Barrios, Couceiro, Corbalán, Marini, R. Morales, H. Morales, Delgado, Pelletti y Flores. El Globo terminó aquel campeonato con 25 puntos, 10 victorias, 5 empates, 4 derrotas, 25 goles a favor y 22 en contra.

### 1995-1999: Malas campañas y nuevamente el descenso
Clasificó para la Copa Conmebol 1994 pero fue eliminado por Cerro Corá en octavos por un marcador global de 5-3.
El Globo no levantaría cabeza, apenas superaría los diez primeros puestos en el Apertura 1995 (6.º) y Clausura 1996 (7.º). En cinco temporadas pasaron 11 técnicos y no se pudo revertir los malos resultados.
Luego de malos resultados en los torneos, los malos manejos políticos y administrativos depositaron a Huracán en el Clausura 1999 terminar último en las posiciones por primera vez en 90 años y lo que determina el descenso a seis fechas del final por segunda vez a la B Nacional, tras afianzarse por 9 temporadas.

### 1999-2000: Regreso de Babington y ascenso
Con el regreso de Carlos Babington a la dirección técnica del equipo y con un plantel experimentado, en un año logró volver a la primera categoría.
El certamen del Nacional “B” en la temporada 1999/2000 se desarrolló con 34 participantes, divididos en 2 zonas (1 de 16 equipos de los equipos indirectamente afiliados y otra de 18 equipos de los clubes directamente afiliados) que se disputaron primeramente la clasificación.
Para eso disputó un cuadrangular entre Atlético de Rafaela, San Martín de Mendoza y Quilmes, jugando dos partidos (ida y vuelta) a eliminación directa con ventaja deportiva para aquellos equipos que estaban mejor posicionados en la tabla, por lo que a igualdad de puntos y goles pasaban estos. Huracán había logrado el primer puesto y debió enfrentarse contra el equipo mendozino. En el primer partido ganó Parque Patricios 2:1 de visitante, y el partido de vuelta perdió 0:1 en el Duco, pero por ventaja paso el Globo frente a Quilmes. En la primera final venció de visitante a Quilmes 1:0 con gol de Gastón Casas, en la segunda final, aquella tarde noche del 25 de junio de 2000. Fue un partido vibrante, sin duda el mejor del torneo. Tanto Huracán como Quilmes dejaron todo y brindaron un notable espectáculo.
Luego de estar abajo por un gol, y luego de que el arquero del globito, Ríos, atajase el penal, 14 minutos después llegó gol de Di Carlo. Con ese gol el conjunto de Parque de los Patricios igualó 1 a 1 y se consagró campeón de la B Nacional.

### 2000-2003: Vuelta a Primera y tercer descenso
Para la vuelta a primera el Globo contó con la presencia de Lucho González y Daniel Montenegro, que fue la figura y goleador del equipo.
En el Clausura 2001 River y San Lorenzo, el clásico rival, peleaban por el campeonato. En la penúltima fecha, el millonario se enfrentaba a Huracán y al mismo tiempo San Lorenzo a Argentinos Juniors, en un partido donde se decía que el Globo jugaría mal a propósito para otorgarles los puntos al escolta del clásico rival. Sin embargo el Globo, venció de local al millonario por 3:2 y facilitó la conquista del campeonato de su eterno rival y volvió a terminar con las esperanzas de campeonar a River, como lo había hecho en el torneo anterior. En la semana en las calles se colgaron afiches con la leyenda "Los Grandes ganan hasta cuando no le convienen".
Luego de grandes campeonatos, ubicando a Huracán entre los primeros puestos, las malas administraciones causaron una nueva crisis económica y deportiva en el club. De esta manera, luego de realizar malas campañas, la pésima campaña de este equipo en el Clausura 2003 (apenas 7 puntos sobre 57 posibles) fue el desencadenante de un nuevo descenso de Huracán.

### 2003-2006: Promociones perdidas
En la temporada 2003-04 de la B Nacional, Huracán finalizó en el noveno puesto, lejos de pelear por el ascenso.
Para la temporada siguiente, con Antonio Mohamed de técnico, Huracán finalizó el Apertura en el segundo puesto, y el Clausura séptimo. El segundo ascenso lo disputaron Huracán, el equipo mejor ubicado en la tabla general, y Gimnasia y Esgrima de Jujuy, perdedor de la final por el primer ascenso. El Globo perdió 0:1 en el primer partido de local y el segundo partido empató en 0 lo que le impidió el ascenso directo. Así, el Globo se vio obligado a jugar la promoción frente al decimoséptimo de los promedios de Primera División, Instituto. perdió el partido de ida de local 1:2 y el de vuelta 0:1, obligado así a jugar otra temporada en el ascenso
En el Campeonato 2005/06 en la tabla general, Huracán terminó en el cuarto puesto, clasificando así al reducido por un lugar en la promoción a Primera División. En semifinales el primer partido perdió por 2:3 contra San Martín de San Juan, pero en la vuelta el conjunto de Parque Patricios venció 3:0 clasificándose a la final del reducido frente a Chacarita. El partido de ida se jugó en el Tomas Adólfo Duco, con victoria del globito por 3:0 y en el partido vuelta, perdió 0:2, pero de forma agónica, con un global de 3:2 a favor del Huracán, se clasificó para el partido promoción frente a Argentinos Juniors. El primer partido empataron en 1, para el partido de vuelta, el Globo y el Bicho empataron en 2, provocando así la permanencia del equipo de La Paternal por poseer la ventaja deportiva. Luego de ese partido Mohamed renunció al cargo de director técnico.

### 2006-2007: Nuevo ascenso
En 2006 se efectuaron elecciones presidenciales en la institución, las que fueron ganadas por una figura destacada del club, Carlos Babington, que fue campeón como jugador en 1973, y como entrenador logró los ascensos de 1990 y 2000. Luego de un mal arranque de campeonato, con la renuncia del técnico Sosa, volvió al cargo Antonio Mohamed. Luego de levantar en el torneo y conseguir buenos resultados, el Globo llegó a disputar frente a San Martín (SJ) la final por el segundo ascenso.
Luego de haber vencido en el primer partido con gol de tiro libre de Mauro Milano, el 16 de junio de 2007 disputó la revancha en San Juan. El partido lo comenzó ganando San Martín con un tanto de Luis Tonelotto, pero Huracán lo niveló a través de Joaquín Larrivey, quien le daba el 1 a 1 al conjunto de Antonio Mohamed y lo dejaba en Primera División. Huracán tenía el partido controlado, pero Sebastián Brusco anotó con un tiro libre, tras una falta dudosa, en el minuto 90, y llevó la serie al alargue. Sin embargo, el árbitro Daniel Giménez, quien ya había tenido incidencia en el partido, decidió dar ocho minutos de descuento, cuando no hubo acciones que justificaran semejante tiempo de recuperación. Así, a los 53 minutos, Tonelotto puso el 3 a 1 que le dio el ascenso a los sanjuaninos, por primera vez en su historia. Este partido marcó la despedida del "Sargento" Giménez, que dejaría de dirigir profesionalmente, y llevó a Huracán a jugar la promoción frente a Godoy Cruz.
El primer partido se disputó en el estadio de Huracán, con victoria del conjunto de Parque Patricios por 2 a 0, con goles de Coyette y Larrivey. Para el partido de vuelta, el Globo venció por 3 a 2, en el estadio Malvinas Argentinas, con goles de Sánchez Prette, Milano y Gordillo, logrando así el ascenso, luego de cuatro temporadas.

### 2007-2009: Vuelta a Primera y surgimiento de Los Ángeles de Cappa
Después de cumplir con campañas medianamente satisfactorias durante los años 2007 y 2008, en el que se ganó el partido del Centenario, en el Torneo Clausura 2009, el equipo, que contó con la decisiva participación de Mario Bolatti, Javier Pastore, César González, Matías Defederico y otros, con Ángel Cappa en la dirección técnica, desplegó un juego vistoso que rescató la esencia de un estilo que parecía olvidado, cumpliendo una actuación cuyos ecos perduran en el tiempo. Se reflotaron las raíces de buen fútbol del club, provocando una adhesión en simpatizantes de otros equipos, en una amplia franja del país. Huracán cosechó 38 puntos, consiguiendo el segundo puesto, tras el campeón, Vélez Sarsfield, con quien se enfrentó en la última fecha en el Estadio José Amalfitani, cayendo por 0:1 a ocho minutos del final. Javier Pastore fue, según el mismo diario, la revelación del año, y el entrenador Ángel Cappa el mejor director técnico.
| Alineación: - Gastón Monzón - Carlos Araujo - Paolo Goltz - Eduardo Domínguez - Carlos Arano - Patricio Toranzo - Mario Bolatti - César González - Javier Pastore - Matías Defederico - Federico Nieto - DT: Ángel Cappa |  | Subcampeón Clausura 2009 Monzón Arano Domínguez Araujo Goltz González Defederico Pastore Bolatti Nieto Toranzo |
| Subcampeón Clausura 2009 Monzón Arano Domínguez Araujo Goltz González Defederico Pastore Bolatti Nieto Toranzo |  | |

Otros integrantes del plantel:Lucas Calviño, Kevin Cura, Ezequiel Filippetto, Leandro Javier Díaz, Gastón Esmerado, Gastón Beraldi, Alan Sánchez, Luciano Nieto, Leonardo Medina, Ariel Colzera.

#### Goleadores
| Jugador           | Goles |
| ----------------- | ----- |
| Javier Pastore    | 7     |
| Mario Bolatti     | 5     |
| Matías Defederico | 5     |
| Federico Nieto    | 5     |
| Patricio Toranzo  | 4     |
| Paolo Goltz       | 3     |
| Eduardo Domínguez | 1     |
| Carlos Araujo     | 1     |
| Gastón Esmerado   | 1     |
| Carlos Arano      | 1     |
| César González    | 1     |
| Leonardo Medina   | 1     |

### 2009-2011: Un nuevo descenso a segunda división
Tras la pérdida del Clausura 2009, el club pasó una severa crisis deportiva que lo sumió en los últimos lugares del Torneo Apertura 2009, provocando incluso la salida anticipada del técnico.
Luego de un pequeño interinato de Jesús Martínez, se contrató a Héctor Rivoira como director técnico del primer equipo. Tras 4 partidos sin conseguir buenos resultados, Rivoira logró mantener un equipo inicial que consiguió 26 puntos, terminando en la décima posición del Clausura 2010, contando como figuras excluyentes a Gastón Monzón y Patricio Toranzo. En el siguiente torneo, el equipo perdió jugadores importantes como Goltz, Eduardo Domínguez y Toranzo, y tras una serie de malos resultados, el técnico presentó su renuncia ante la comisión directiva.
El próximo técnico elegido por el presidente Carlos Babington fue un integrante del equipo campeón de 1973, Miguel Brindisi. En este nuevo lapso no se consiguieron buenos resultados, incluyendo el clásico contra San Lorenzo por 3 a 0 en el Apertura 2010. Luego de la renuncia de Brindisi, ya con el Clausura 2011 iniciado, Roberto Pompei se hizo cargo del equipo con malos resultados, que inclusive, en el final del Torneo Clausura solo ganó un partido de los últimos diez, y en la temporada 2010/2011 ocupó el último lugar en la tabla sumatoria de ambos torneos. En la última fecha del torneo, se salvó del descenso directo gracias al empate conseguido por Boca Juniors con Gimnasia y Esgrima La Plata en el minuto 48 del segundo tiempo, al convertir el segundo gol Christian Cellay; ello generó una disputa de un partido de desempate, que se jugó el 22 de junio de 2011 frente a Gimnasia y Esgrima La Plata, en La Bombonera, para definir el puesto de descenso y el puesto de promoción. Tras la derrota por 2 a 0 se consumó el cuarto descenso a la segunda categoría, en 25 años.

### 2011-2013: Volver a empezar
Luego de la anunciada renuncia de Carlos Babington, después de las elecciones que dejaron a Alejandro Nadur a la cabeza del club y con Juan Amador Sánchez como nuevo director técnico, empezó la temporada 2011/12 de la B Nacional sin buenos resultados, al perder por 2 a 0 frente a Instituto de Córdoba y después contra Gimnasia de Jujuy, por el mismo resultado. Luego consiguió el primer triunfo en su cuarto paso en el ascenso frente a Guillermo Brown, pero inmediatamente empató como local frente a Boca Unidos de Corrientes y perdió con Almirante Brown. Esta serie de malos resultados desembocó en la renuncia de Juan Amador Sánchez como director técnico tras solo 5 fechas disputadas. Luego vendrían 3 fechas con Néstor Apuzzo como DT interino, obteniendo una victoria por 3 a 0 como local frente a Independiente de Mendoza, una derrota 0 a 2 contra Quilmes y una victoria por 1 a 0 frente a Deportivo Merlo.
El 30 de septiembre de 2011 asumió como nuevo DT Diego Cocca, junto a Walter Coyette, que como jugador formó parte del equipo que obtuvo el ascenso en 2007, y Adrián González como ayudantes de campo, y como mánager a otro exjugador del club e hincha del Globo, Mariano Juan.
Luego de 14 partidos dirigidos por Diego Cocca, quien consiguió 4 triunfos, 4 empates y 6 derrotas, la dirigencia del club procedió a despedirlo por los malos resultados conseguidos, promoviendo la asunción interina de Néstor Apuzzo como entrenador del primer equipo.
En abril de 2012, por segunda vez Héctor “El Chulo” Rivoira se hizo cargo de la dirección técnica. Luego de terminar en el duodécimo puesto en el torneo 2011/12, encaró la segunda temporada en la Primera B Nacional con un nuevo plantel, con la ilusión de ascender. La comisión directiva contrató jugadores importantes como Eduardo Domínguez, Hugo Barrientos, Daniel Vega y Matías Defederico. Además de éstos se incorporaron once jugadores de distintos equipos, a los que se agregaron varios juveniles destacados provenientes de las divisiones menores. Dados los malos resultados, el 12 de septiembre de 2012, luego de disputarse la 5.ª fecha del torneo, se produjo la rescisión del contrato de Héctor Rivoira y la asunción de Gabriel Rinaldi como entrenador interino.
Inmediatamente, el 19 de septiembre de 2012, Juan Manuel Llop asumió el cargo, que ejerció entre la 7° y la 29°, hasta que una suma de factores, como los resultados adversos, la pérdida de confianza y haber sido víctima de la violencia de los barrabravas, motivaron su renuncia. Otra vez se apeló a Gabriel Rinaldi, que fue el técnico interino en la 6.ª fecha, y luego condujo al equipo hasta el fin del campeonato.
El 6 de junio de 2013, en vísperas del comienzo de la temporada 2013-14, Antonio Mohamed se convirtió nuevamente en el entrenador del club, lo que despertó la ilusión de lograr el ansiado ascenso. Tras el rotundo fracaso de su gestión, en la que obtuvo 3 victorias y sufrió 7 derrotas, las últimas 5 de manera consecutiva, el 1 de octubre del mismo año presentó la renuncia indeclinable, alejándose de la institución, a pesar de contar con el apoyo de la C.D., socios e hinchas. Tras un interinato de dos partidos, Néstor Apuzzo, coordinador de las divisiones inferiores, cedió su lugar a Frank Darío Kudelka, que llegó a la institución el 14 de octubre de 2013, y comenzó a dirigirlo con el equipo ubicado en la 17.ª posición. Bajo su conducción se produjo la consolidación del primer equipo, que fue el mejor de la segunda rueda del torneo, y un importante repunte en la tabla de posiciones, al punto de llegar a disputar un desempate por el tercer puesto con Independiente, el que finalmente perdió, quedando en las puertas del ascenso a Primera División.

### 2014: Un año inolvidable

#### El ascenso a Primera
El segundo semestre del año 2014 encontró al equipo disputando el Campeonato de Primera B Nacional 2014, que otorgó 10 ascensos a la Primera División, en el que formó parte de la Zona B. Mientras tanto, continuó su participación en la Copa Argentina 2013/14. Al mismo tiempo que obtenía excelentes resultados en esta última competencia, comprometió sus chances de ascender en la disputa del torneo regular, con actuaciones decepcionantes que llevaron a una situación que hizo crisis el 1 de noviembre, en el partido que jugó de local frente a Sportivo Belgrano (SF), que fue suspendido por incidentes provocados por sus hinchas. El desenlace de la mala campaña fue la renuncia de Frank Darío Kudelka a la dirección técnica del equipo, y la asunción como entrenador interino, por cuarta vez, de Néstor Apuzzo. Bajo su conducción se produjo una levantada en el rendimiento, lo que llevó a alcanzar el desempate del quinto puesto -el último que otorgaba ascenso- con Atlético Tucumán, el día 14 de diciembre en el Estadio Malvinas Argentinas, de la ciudad de Mendoza, que concluyó con la victoria por 4 a 1, en tiempo suplementario con goles de Mancinelli, Romero Gamarra, "Wanchope" Ábila y Torassa, que significó, luego de tres años y medio, el retorno a la máxima categoría para el Campeonato de Primera División 2015.

#### Campeón de la Copa Argentina 2013-14
Mientras peleaba por el ascenso en el torneo de segunda división, el 26 de noviembre de 2014, el Club Atlético Huracán se consagró campeón de la Copa Argentina 2013-14, certamen que fue reflotado por la Asociación del Fútbol Argentino en el bienio 2011-2012. De esta manera, y tras más de 41 años de su último título, obtenía una consagración en las competiciones oficiales del fútbol argentino. Esa conquista lo transformó en el noveno club en el mundo que logró una copa nacional mientras participaba en una categoría de ascenso, y significó la clasificación a la Copa Libertadores 2015.
Treintaidosavos de final
La campaña de Huracán arrancó en la segunda fase final del torneo, a la que clasificaban de manera directa aquellos equipos que, al comenzar la disputa, participaban en la Primera B Nacional. Debió enfrentar a uno de los clasificados de la Fase Final I, es decir, uno de los 8 mejores clasificados de los equipos que disputaron las fases regionales de la Copa. De esa manera, el primer rival fue Crucero del Norte, al que enfrentó en el estadio Julio Humberto Grondona. Tras un empate en dos goles, logrado por Huracán sobre el final del cotejo, se llegó a la definición con tiros desde el punto penal, donde se impuso por 5 a 4, obteniendo de esa forma el pase a los dieciseisavos de final.
Dieciseisavos de final
En esa instancia, Huracán se encontró con Boca Juniors, que ingresó de manera directa, por participar de la Primera División. A pesar de la diferencia de categorías, se impuso por un inapelable 2 a 0, con goles de Ramón Wanchope Ábila y Federico Mancinelli, el primero tras un contragolpe, y el segundo al cabecear un centro derivado de un tiro libre. De esta forma, obtenía el pase a los octavos de final.
Octavos de final
Por los octavos, Huracán enfrentó a Banfield, quien venía de imponerse ante Quilmes, en uno de los denominados "clásicos del Sur del conurbano bonaerense". El equipo de Parque Patricios empezó perdiendo, pero con 2 goles de Gonzalo Martínez lo dio vuelta. Finalmente el conjunto de Almeyda lo empató y en esta ocasión, nuevamente debió apelar a la tanda de penales, la que, tras haber empatado 2 a 2 en el partido, se volvió a torcer a su favor, imponiéndose por 3 a 2 con una estupenda actuación del arquero Marcos Díaz, que contuvo 3 remates.
Cuartos de final
Con el triunfo ante Banfield, llegó la clasificación a los cuartos de final, donde el Globo se cruzó con Estudiantes de La Plata, que venía de eliminar a Independiente por los octavos. Por segunda vez consecutiva y tercera en el transcurso del torneo, Huracán se impuso por medio de los penales tras empatar en 1. La definición volvió a ser por 3 a 2, y otra vez su arquero paró 3 penales.
Semifinal
En semifinales, de nuevo Huracán enfrentó a un rival de Primera División, Atlético de Rafaela, que venía de eliminar a Defensa y Justicia por la mínima diferencia. Una vez más, el equipo demostró superioridad ante un rival de la máxima categoría, al imponerse por 2 a 0 y convertirse, de esa manera, en el primer clasificado a la final del campeonato.
Final
Finalmente, llegaría el rival para esa final, Rosario Central, que había la eliminado a River Plate en los cuartos de final y a Argentinos Juniors en la semifinal, por un inapelable 5 a 0, por lo que se adjudicaba favoritismo hacia el elenco rosarino. La final -como en la mayoría de los partidos de esta competencia- se llevó a cabo en terreno neutral, siendo elegido el estadio San Juan del Bicentenario de la ciudad de San Juan. En aquel histórico encuentro para el Globo de Parque Patricios, tras empatar en 0 durante los 90 minutos, nuevamente una tanda de penales se ponía en su camino hacia el ansiado trofeo. La definición arrancó de manera adversa, con la contención del remate de Gonzalo Martínez, por parte del arquero Mauricio Caranta, y el desvío del tiro de Ramón Ábila. Sin embargo, pronto el equipo se repondría con las conversiones del histórico Eduardo Domínguez y de Rodrigo Erramuspe, Agustín Torassa, Carlos Arano y Federico Mancinelli. A todo esto se sumaría la gran labor bajo los tres palos del arquero Marcos Díaz, quien se lució atajándole los disparos a su colega Mauricio Caranta y el decisivo último tiro a Hernán Encina, sumados al previamente desviado por Paulo Ferrari.
De esta forma, el elenco dirigido por Néstor Apuzzo ingresó en la historia del fútbol argentino y, fundamentalmente, en la historia propia de Huracán, al obtener la victoria en este torneo, accediendo también de esta manera a una plaza en la Copa Libertadores 2015, sin participar en la Primera División. No formaba parte de esa competencia desde la edición 1974, a la que clasificó por su condición de campeón del Torneo Metropolitano 1973). Asimismo, con esta consagración, el equipo obtuvo el derecho a disputar la Supercopa Argentina, frente al ganador de la Copa Campeonato 2013-14 de la Primera División, el Club Atlético River Plate.
Además de los previamente nombrados, formaron parte de este logro: Gastón Monzón, Santiago Echeverría, Lucas Villarruel, Federico Vismara, Alejandro Capurro, Patricio Toranzo, Cristian Espinoza, Ezequiel Gallegos, Alejandro Romero Gamarra, Leandro Caruso, Guillermo Sotelo, Germán Mandarino, Iván Moreno y Fabianesi, Lucas Favalli, Cristian Milla, Iván Borghello. Darío Kudelka, en la primera etapa, y luego Néstor Apuzzo, fueron los entrenadores del equipo.
| Alineación en la final: - Marcos Díaz - Federico Mancinelli - Rodrigo Erramuspe - Eduardo Domínguez - Carlos Arano - Lucas Villarruel - Federico Vismara - Patricio Toranzo - Cristian Espinoza - Ramón Ábila - Gonzalo Martínez - DT: Néstor Apuzzo |  | Campeón Copa Argentina 2013-14 Marcos Díaz Mancinelli Erramuspe Domínguez Arano Villarruel Vismara Toranzo Espinoza Martínez Ábila DT: Néstor Apuzzo |
| Campeón Copa Argentina 2013-14 Marcos Díaz Mancinelli Erramuspe Domínguez Arano Villarruel Vismara Toranzo Espinoza Martínez Ábila DT: Néstor Apuzzo                                                                                                 |  | |

Entraron: Ezequiel Gallegos, Alejandro Romero Gamarra y Agustín Torassa.

### 2015: Las copas internacionales y un nuevo logro nacional: la Supercopa Argentina
Tras haber obtenido el ascenso a Primera División, Huracán retornó a la élite del fútbol argentino después de cuatro años.
Asimismo, la obtención de la Copa Argentina lo clasificó a la Copa Libertadores 2015, certamen en el que registraba un único paso anterior, en 1974. En el torneo continental, Huracán disputó la primera fase contra el Alianza Lima, al que derrotó por 4 a 0 en el partido jugado en Perú y con el que empató en cero en la vuelta, jugada en el estadio Tomás Adolfo Ducó. Al superar el repechaje, accedió a una plaza dentro del Grupo 3, donde también participaban Cruzeiro, de Brasil; Universitario de Sucre, de Bolivia; y Mineros de Guayana, de Venezuela. La participación de Huracán se caracterizó por la irregularidad, lo que terminó sentenciando su eliminación del torneo. En las primeras tres fechas, que completaron la primera ronda, El Globo consiguió una sucesión de empates: 2 a 2, como local contra Mineros, 0 a 0 frente a Universitario, en Sucre, y también 0 a 0 en su visita a Cruzeiro. En la cuarta fecha se produjo un nuevo empate 1 a 1 con Universitario. A la siguiente consiguió un gran triunfo por 3 a 1 ante Cruzeiro, en Parque de los Patricios. Pero en la última fecha la dura derrota sufrida ante Mineros por 3 a 0, en Puerto Ordaz, decretó el final de la participación de Huracán en la Copa.
A pesar de este sinsabor, Huracán disputó un nuevo título debido a su consagración en la Copa Argentina, ya que lo habilitó, también, para jugar la Supercopa Argentina 2014, trofeo que debía disputar en un mano a mano a partido único, frente a River Plate, ganador de la Copa Campeonato 2013-14. El partido se desarrolló en el estadio San Juan del Bicentenario, de la ciudad de San Juan, el 25 de abril de 2015. Allí Huracán volvió a escribir una página dorada en su historia, al consagrarse campeón con una victoria por 1 a 0, producto del gol convertido por el jugador chileno Edson Puch, a los 21 minutos de juego. Gracias a este resultado, obtuvo un cupo para disputar un nuevo torneo internacional, la Copa Sudamericana 2015.
Debutó en la Copa Sudamericana ante Tigre, al que venció por 5 a 2 en el partido de ida, jugado en la cancha de su rival, y 1 a 0, en el de vuelta. En octavos de final fue el turno de Sport Recife, de Brasil, con el que igualó 1 a 1 en el partido jugado en el estadio Ilha do Retiro, y al que venció por 3 a 0 en el Palacio Tomás Adolfo Ducó.
Ya en instancias de cuartos de final recibió a Defensor Sporting, de Montevideo. Huracán ganó por 1 a 0 la ida jugada en Parque Patricios y, empató sin goles en la vuelta, disputada en el estadio Luis Franzini, por lo que clasificó a semifinales.
Allí enfrentó a River Plate, el campeón defensor. En el partido de ida, Huracán dio la sorpresa al vencer por 1 a 0, en el propio estadio Monumental, con gol de Cristian Espinoza. En la vuelta se produjo un empate en dos goles, con tantos de Patricio Toranzo y Ramón Ábila, y Rodrigo Mora para el rival, sellando el pase del equipo a su primera final internacional. Su oponente fue la otra gran sorpresa del torneo: el Club Independiente Santa Fe, de la ciudad de Bogotá. En el primer partido, jugando de local, Huracán, pese a contar con las mejores situaciones para hacerlo, no pudo quebrar el 0-0 y la definición se estableció en el estadio El Campin de Bogotá. Allí, luego de los 90 minutos y el tiempo suplementario, la disputa volvió a terminar sin goles, y debió definirse por tiros desde el punto penal. En esa instancia Huracán falló y perdió de manera insólita 3 a 1, con lo que su rival se coronó campeón.
Al mismo tiempo se resintió la actuación del equipo en el torneo local, el campeonato anual del año 2015, en el que zafó del descenso en la última jornada, con un empate frente a Belgrano.

### 2016: La Copa Libertadores y el accidente en Caracas
El comienzo del año 2016 encontró al equipo disputando la Copa Libertadores, a la que clasificó por su ubicación como finalista de la Copa Sudamericana 2015. Logró superar la primera fase, en la que enfrentó al Caracas, de Venezuela, por haber logrado un gol de visitante, tras igualar la serie por 2 a 2. Luego compartió la fase de grupos con Peñarol, Sporting Cristal y Atlético Nacional, equipo con el que clasificó a los octavos de final y al que debió volver a enfrentar en esa instancia, en la que quedó eliminado tras empatar en cero como local y perder 4 a 2 como visitante, en un partido que registró una polémica actuación del árbitro José Argote.
Al mismo tiempo, participó del campeonato de Primera División de transición 2016, en el que tuvo una decorosa actuación, logrando el quinto puesto en la Zona B, con lo que mejoró sustancialmente su ubicación en la tabla de promedios, por entonces su principal preocupación, y que le significó, con posterioridad, la clasificación a la Copa Sudamericana 2017.
La primera parte del año estuvo marcada por el accidente vial que protagonizó el plantel completo, junto al cuerpo técnico, en la autopista Caracas-La Guaira, al regreso de la ciudad de Caracas, luego de la disputa del partido de vuelta de la primera fase de la Copa Libertadores, el día 10 de febrero. Como consecuencia de un desperfecto en el sistema de frenos, y tras una arriesgada maniobra de su conductor, se produjo el vuelco del vehículo en el que viajaban, en la rampa de frenado ubicada en la bajada de la referida autopista. Las consecuencias del siniestro fueron muy importantes, destacándose las lesiones sufridas por los jugadores Patricio Toranzo y Diego Mendoza, el preparador físico Pablo Santella y uno de los médicos de la delegación y, en menor grado, otros como Martín Nervo. Esto determinó la postergación de los partidos que el equipo debía disputar en lo inmediato por el torneo local y la necesidad de reemplazar a los jugadores lesionados en el accidente, en los encuentros de Copa Libertadores, con la consiguiente desventaja deportiva. No obstante, en una demostración de temple, el equipo superó la circunstancia adversa y cumplió destacadas actuaciones, lo que le valió la clasificación para un nuevo torneo internacional.

### 2016-2017: Una temporada con dificultades
En la segunda parte del año 2016 las actuaciones fallidas lo llevaron a terminar en posiciones cercanas al descenso la primera parte del campeonato local de la temporada 2016-17. La mala situación hizo que la dirigencia prescindiera del técnico Eduardo Domínguez y contratara a Ricardo Caruso Lombardi, cuyo breve paso por el club terminó en un rotundo fracaso.
Tampoco fue buena la producción del equipo en la segunda parte del torneo, desarrollada en el primer semestre de 2017, bajo la conducción de Juan Manuel Azconzábal, ya que logró evitar el descenso en la última fecha. Al final del semestre disputó la Primera fase de la Copa Sudamericana, en la que logró superar al Deportivo Anzoátegui, de Venezuela.

### 2017-2018: Recuperación
Días después de evitar el descenso, se alejó Juan Manuel Azconzábal y Gustavo Alfaro tomó su lugar como director técnico.
En la prosecución de la Copa Sudamericana 2017, el equipo sufrió su peor derrota en copas internacionales, perdiendo por 5 a 1 de local, contra Libertad, de Paraguay, para luego quedar eliminado en la Segunda fase con un resultado global de 1 a 7.
Con varios refuerzos, como el arquero Manuel García; los defensores Christian Chimino, Saúl Salcedo, Pablo Álvarez y Carlos Matheu; el mediocampista Adrián Calello; y los delanteros Ramón Ábila, que volvió al club tras su paso por Brasil, Nazareno Solís y Nicolás Silva, encaró la primera parte de la Superliga Argentina 2017-18, con el objetivo primordial de alejarse de la zona de descenso. Esa primera etapa concluyó ocupando el sexto puesto, cumpliendo una buena campaña. Para la segunda parte del torneo llegaron Israel Damonte, Ricardo Noir y Andrés Chávez y, a pesar del alejamiento de Ábila, que continuó su carrera en Boca Juniors (con quien el club compartía los derechos económicos) y Alejandro Romero Gamarra, el equipo afianzó su juego y consiguió un logro que hubiera sido impensado, pero que llegó dada la solidez que encontró el técnico Alfaro y el alto rendimiento de figuras como Ignacio Pussetto o Marcos Díaz, que se tradujo en una gran campaña que lo ubicó en la cuarta posición del torneo, lo que trajo la clasificación a la Fase de grupos de la Copa Libertadores 2019, en lo que fue su cuarta participación en ese torneo continental, que no respondió a las expectativas creadas, quedando eliminado en la Fase de grupos.

### 2019-2020: Malos resultados en el ámbito local y en el internacional
En el comienzo de la Superliga Argentina 2019-20, asumió el entrenador Juan Pablo Vojvoda, que, debido a los malos resultados, renunció al poco tiempo. En su lugar, Néstor Apuzzo asumió interinamente.
El 2 de enero de 2020 Israel Damonte se convirtió en el nuevo director técnico, que permaneció hasta el final del torneo, posicionando al equipo en un decepcionante vigésimo primer puesto, con apenas.
También jugó la Copa Sudamericana 2020, donde perdió en la primera ronda contra Atlético Nacional por un global de 4 a 1.

### 2021-2022: Fallida vuelta de Frank Darío Kudelka
Luego del paso sin éxitos de Damonte, se produjo la vuelta de Frank Darío Kudelka.
En la Copa de la Liga Profesional 2021, el equipo tuvo una decepcionante actuación, quedando noveno en su grupo.
Tuvo un mejor desempeño en el Campeonato de Primera División 2021, logrando el octavo puesto.
Aunque la campaña había sido mejor de lo esperado, en la Copa de la Liga Profesional 2022 mostró nuevamente una muy mala versión, quedando séptimo en su grupo, y con una derrota por 3 a 0 ante Independiente, lo que provocó la renuncia de Kudelka.

### 2022: Llegada de Dabove, cuarto puesto y clasificación a la Libertadores
Después de la fallida actuación de Kudelka, asumió el cargo Diego Omar Dabove.
En el Campeonato de Primera División 2022 cumplió una extraordinaria campaña, quedando en el cuarto puesto, y quinto en la clasificación a las copas internacionales, lo que conllevó ingresar a la Fase 2 de la Libertadores 2023. Todo esto, mezclado con las victorias contra rivales poderosos, como River Plate, y grandes actuaciones individuales de jugadores como Franco Cristaldo (quien fue el segundo máximo goleador de la temporada) y Federico Fattori, entre otros.

### 2023: Fallido comienzo de temporada, mala campaña, peligro de descenso y recuperación final
Luego de la extraordinaria campaña del 2022, el equipo comenzó bien el año, pero luego de perder el partido de vuelta con Sporting Cristal para clasificar a la fase de grupos de la Libertadores se produjo un bajón anímico y futbolístico, que llevó a la renuncia del entrenador y su reemplazo por Sebastián Battaglia, que hizo una pésima campaña, sin poder ganar un partido, empatando cuatro y perdiendo cinco. La consecuencia fue la eliminación de la Copa Sudamericana y el peligro de un nuevo descenso.
La posterior contratación de Diego Martínez y la llegada de jugadores como Ignacio Pussetto, Rodrigo Echeverría y Williams Alarcón, el mejor rendimiento de Mazzantti y Cóccaro y la línea defensiva en general, lograron salvar al equipo del descenso y llegar a cuartos de final de la Copa Argentina y la Copa de la Liga.

### 2024: Alejamiento de Martínez, un regular comienzo de temporada, regreso de Kudelka y mejoría en el segundo semestre
La salida inesperada e intempestiva del técnico Diego Martínez fue seguida por un periodo caracterizado por las dudas y los malos resultados. El sucesor, Facundo Sava, no logró afirmarse en el cargo y fue reemplazado interinamente por Walter Coyette después de transcurridas las siete primeras fechas de la Copa de la Liga. La actuación posterior, signada por la tercera etapa de Frank Darío Kudelka como entrenador, mejoró el posicionamiento del equipo, que terminó el torneo en el noveno puesto de la Zona A, aunque lejos de la clasificación a la Fase final.
Después de esa fallida campaña, tuvo un excelente comienzo en el campeonato de Primera División, donde se destacó la figura de Ignacio Pussetto -autor de cinco goles en la misma cantidad de partidos-. Tras el receso por la Copa América 2024 y el alejamiento de su goleador, se produjo el afianzamiento de jugadores como Hernán Galíndez, Rodrigo Echeverría, Federico Fattori, Williams Alarcón y Wálter Mazzantti, entre otros, que llevaron al equipo a llegar con posibilidades de ser campeón hasta la última fecha, para finalmente lograr el cuarto puesto, y con ello la clasificación a la Copa Sudamericana 2025.
Asimismo, logró llegar a las semifinales de la Copa Argentina.

### 2025: Continuidad de Kudelka, con competencia internacional y finalista en el Apertura
Tras la renovación del plantel, con la salida de figuras importantes: Rodrigo Echeverría, Federico Fattori y Williams Alarcón, entre otros, y el arribo de otras, como Leonardo Gil, Marco Pellegrino, Leonardo Sequeira y Matko Miljevic, con la afirmación de César Ibáñez y la aparición de Leonel Pérez, el primer semestre del año encontró al equipo disputando tres frentes: el torneo local, la Copa Argentina y la Copa Sudamericana.
En el Torneo Apertura 2025 realizó una buena campaña y terminó cuarto en la zona A, clasificando a la fase decisiva, en la que primero venció a Deportivo Riestra,  luego a Rosario Central y llegó a la final eliminando a Independiente. En esa instancia, cayó frente a Platense, y finalizó el torneo como subcampeón.
Por otra parte, en la competencia internacional, clasificó a los octavos de final, luego de ganar el suyo en la Fase de grupos.

## Rivalidades

### Clásico histórico
El tradicional rival de Huracán es el Club Atlético San Lorenzo de Almagro. Ambos disputan uno de los clásicos más característicos del país, llamado, entre otros apelativos periodísticos, clásico porteño, el clásico de barrio más grande del mundo, o, simplemente, clásico de barrio. Son dos de los clubes más populares y antiguos y de los más ganadores de la historia del fútbol argentino. Es el tercer clásico más importante del país en cuanto a suma de títulos oficiales (nacionales e internacionales) logrados por los dos clubes, con un total de 35 títulos (13 de Huracán y 22 de San Lorenzo), solamente detrás del Superclásico y el Clásico de Avellaneda.
Siempre se enfrentaron en la primera categoría del fútbol argentino, ya sea por torneos de liga o por copas nacionales. Nunca lo hicieron en el ascenso ni en competiciones internacionales. El primer enfrentamiento fue un partido amistoso jugado el 1 de abril de 1915 en la cancha de Huracán de avenida Chiclana y Alagón, mientras que el primero oficial fue el 24 de octubre de 1915, en el campo de juego de Ferro Carril Oeste, donde San Lorenzo ejerció la localía, en el marco del campeonato de Primera División, el segundo que disputaba Huracán tras el ascenso de 1914, y el primero de San Lorenzo, que ascendió ese mismo año.

### Otras rivalidades
También mantiene cierta rivalidad con el resto de los denominados grandes: River Plate, Independiente, Racing Club y Boca Juniors; principalmente con este último debido a que fueron antiguos rivales clásicos en la Asociación Argentina de Football y sus sucesoras, entre 1914 y 1930.
Asimismo, luego del partido que cerró el Torneo Clausura 2009, adquirieron un lugar preponderante los enfrentamientos con Vélez Sarsfield.

## Datos del club

### Estadísticas
- Temporadas en Primera División: 100 (1914-1985/86, 1990/91-1998/99, 2000/01-2002/03, 2007/08-2010/11, 2015-).
  - Mejor puesto en Primera División: 1.º en 1921, 1922, 1925, 1928 y 1973.
  - Peor puesto en Primera División: 20.º de 20 en los torneos Clausura 1999, Apertura 2002, Clausura 2003 y Clausura 2011.
- Temporadas en segunda división: 14 (1913, 1986/87-1989/90, 1999/00, 2003/04-2006/07 y 2011/12-2014).
  - Mejor puesto en segunda división: 1.º en el campeonato de División Intermedia (1913), el Nacional B 1989-90 y el Nacional B 1999-00.
  - Peor puesto en segunda división: 15.º de 20 en el Clausura 2006.
- Temporadas en cuarta división: 1 (1912).
- Participaciones en Copa Argentina: 15 (1969, 1970, 2011-12, 2012-13, 2013-14, 2014-15, 2015-16, 2016-17, 2017-18, 2018-19, 2019-20, 2022, 2023, 2024 y 2025).
  - Mejor puesto en Copa Argentina: Campeón en 2013-14.
  - Peor puesto en Copa Argentina: Treintaidosavos de final en 2014-15, 2019-20 y 2022.
- Participaciones internacionales:
  - Copa Aldao (1): 1928.
  - Copa Libertadores de América (5): 1974, 2015, 2016, 2019 y 2023.
  - Copa Conmebol (2): 1993 y 1994.
  - Copa Sudamericana (5): 2015, 2017, 2020, 2023 y 2025.
- Mayores goleadas conseguidas:
  - En Primera División en el amateurismo: 10-1 a Comercio en el Campeonato de 1914.
  - En Primera División en el profesionalismo: 9-0 a Colón en el Torneo Nacional 1970.
  - En el Nacional B: 9-2 a Unión de Villa Krause en la temporada 1986-87.
  - En Copa Argentina: 5-1 a Racing de Olavarría, en la edición 2012-13.
  - En torneos internacionales: 5-0 a Racing de Montevideo, en la Copa Sudamericana 2025.

- Mayores goleadas recibidas:
  - En Primera División en el profesionalismo: 0-7 vs Rosario Central en el campeonato de 1948.
  - En el Nacional B: 1-5 vs. Tiro Federal en 2006, y vs. Aldosivi en 2012.
  - En Copa Argentina: 2-4 vs. Platense, en 1969, y vs. Rosario Central en 1970.
  - En torneos internacionales: 1-5 vs. Libertad, de Paraguay, por la Copa Sudamericana 2017.
- Máximo goleador: Herminio Masantonio (270 goles).
- Máximo goleador en torneos continentales: Ramón Ábila (14 goles).
- Más partidos disputados: Jorge Alberti (424 partidos).
- Arquero menos goleado: Raúl Navarro 738 minutos sin recibir goles (1969).[50]

### Ascensos
- Tercera a segunda división: 1912
- División Intermedia a Primera División: 1913
- Nacional B a Primera División: 1990
- Primera B Nacional a Primera División: 2000
- Primera B Nacional a Primera División: 2007
- Primera B Nacional a Primera División: 2014

### Descensos
- Primera División a Nacional B: 1986
- Primera División a Primera B Nacional: 1999
- Primera División a Primera B Nacional: 2003
- Primera División a Primera B Nacional: 2011

### Participaciones en torneos regulares
| Competencia                | Posición                      |
| -------------------------- | ----------------------------- |
| Tercera División 1912      | 2.º                           |
| División Intermedia 1913   | Campeón                       |
| Primera División 1914      | 6.º                           |
| Primera División 1915      | 7.º                           |
| Primera División 1916      | 5.º                           |
| Primera División 1917      | Tercero                       |
| Primera División 1918      | 8.º                           |
| Primera División 1919      | Tercero                       |
| Primera División 1920      | Tercero                       |
| Primera División 1921      | Campeón                       |
| Primera División 1922      | Campeón                       |
| Primera División 1923      | Subcampeón                    |
| Primera División 1924      | 7.º                           |
| Primera División 1925      | Campeón                       |
| Primera División 1926      | Tercero                       |
| Primera División 1927      | 5.º                           |
| Primera División 1928      | Campeón                       |
| Primera División 1929      | 14.º de la Sección Impar      |
| Primera División 1930      | 14.º                          |
| Primera División 1931      | 8.º                           |
| Primera División 1932      | 9.º                           |
| Primera División 1933      | 12.º                          |
| Primera División 1934      | 10.º                          |
| Primera División 1935      | 6.º                           |
| Copa de Honor 1936         | Subcampeón                    |
| Copa Campeonato 1936       | 8.º                           |
| Primera División 1937      | 7.º                           |
| Primera División 1938      | 8.º                           |
| Primera División 1939      | Subcampeón                    |
| Primera División 1940      | 4.º                           |
| Primera División 1941      | 6.º                           |
| Primera División 1942      | Tercero                       |
| Primera División 1943      | 4.º                           |
| Primera División 1944      | 7.º                           |
| Primera División 1945      | 5.º                           |
| Primera División 1946      | 9.º                           |
| Primera División 1947      | 11.º                          |
| Primera División 1948      | 10.º                          |
| Primera División 1949      | 17.º                          |
| Primera División 1950      | 16.º                          |
| Primera División 1951      | 14.º                          |
| Primera División 1952      | 4.º                           |
| Primera División 1953      | 12.º                          |
| Primera División 1954      | 15.º                          |
| Primera División 1955      | 9.º                           |
| Primera División 1956      | 13.º                          |
| Primera División 1957      | 6.º                           |
| Primera División 1958      | 10.º                          |
| Primera División 1959      | 9.º                           |
| Primera División 1960      | 10.º                          |
| Primera División 1961      | 10.º                          |
| Primera División 1962      | 8.º                           |
| Primera División 1963      | 6.º                           |
| Primera División 1964      | 9.º                           |
| Primera División 1965      | 12.º                          |
| Primera División 1966      | 15.º                          |
| Metropolitano 1967         | 7.º en la clasificación       |
| Promocional 1967           | 2.º                           |
| Metropolitano 1968         | 4.º en la clasificación       |
| Nacional 1968              | 9.º                           |
| Metropolitano 1969         | 4.º en la clasificación       |
| Nacional 1969              | 9.º                           |
| Metropolitano 1970         | 14.º                          |
| Reclasificatorio 1970      | 2.º                           |
| Metropolitano 1971         | 9.º                           |
| Nacional 1971              | 11.º en fase de grupos        |
| Metropolitano 1972         | Tercero                       |
| Nacional 1972              | 4.º en fase de grupos         |
| Metropolitano 1973         | Campeón                       |
| Nacional 1973              | 3.º en fase de grupos         |
| Metropolitano 1974         | 4.º                           |
| Nacional 1974              | 4.º en fase de grupos         |
| Metropolitano 1975         | Subcampeón                    |
| Nacional 1975              | 3.º en fase de grupos         |
| Metropolitano 1976         | Subcampeón                    |
| Nacional 1976              | Semifinalista                 |
| Metropolitano 1977         | 8.º                           |
| Nacional 1977              | 3.º en fase de grupos         |
| Metropolitano 1978         | 15.º                          |
| Nacional 1978              | Cuartofinalista               |
| Metropolitano 1979         | 8.º en fase de grupos         |
| Nacional 1979              | 3.º en fase de grupos         |
| Metropolitano 1980         | 8.º                           |
| Nacional 1980              | 4.º en fase de grupos         |
| Metropolitano 1981         | 8.º                           |
| Nacional 1981              | 4.º en fase de grupos         |
| Nacional 1982              | 6.º en fase de grupos         |
| Metropolitano 1982         | 6.º                           |
| Nacional 1983              | 3.º en segunda fase de grupos |
| Metropolitano 1983         | 14.º                          |
| Nacional 1984              | Octavofinalista               |
| Metropolitano 1984         | 17.º                          |
| Nacional 1985              | Primera rueda de perdedores   |
| Primera División 1985-86   | 13.º                          |
| Nacional B 1986-87         | 4.º                           |
| Nacional B 1987-88         | 7.º                           |
| Nacional B 1988-89         | 5.º                           |
| Nacional B 1989-90         | Campeón                       |
| Primera División 1990/91   | 7.º                           |
| Apertura 1991              | 12.º                          |
| Clausura 1992              | 9.º                           |
| Apertura 1992              | 5.º                           |
| Clausura 1993              | 9.º                           |
| Apertura 1993              | 12.º                          |
| Clausura 1994              | Subcampeón                    |
| Apertura 1994              | 14.º                          |
| Clausura 1995              | 19.º                          |
| Apertura 1995              | 6.º                           |
| Clausura 1996              | 7.º                           |
| Apertura 1996              | 19.º                          |
| Clausura 1997              | 14.º                          |
| Apertura 1997              | 19.º                          |
| Clausura 1998              | 18.º                          |
| Apertura 1998              | 18.º                          |
| Clausura 1999              | 20.º                          |
| Primera B Nacional 1999-00 | Campeón                       |
| Apertura 2000              | 8.º                           |
| Clausura 2001              | 7.º                           |
| Apertura 2001              | 19.º                          |
| Clausura 2002              | 4.º                           |
| Apertura 2002              | 20.º                          |
| Clausura 2003              | 20.º                          |
| Primera B Nacional 2003-04 | 8.º                           |
| Primera B Nacional 2004-05 | 3.º                           |
| Primera B Nacional 2005-06 | 4.º                           |
| Primera B Nacional 2006-07 | 3.º                           |
| Apertura 2007              | 7.º                           |
| Clausura 2008              | 13.º                          |
| Apertura 2008              | 17.º                          |
| Clausura 2009              | Subcampeón                    |
| Apertura 2009              | 19.º                          |
| Clausura 2010              | 10.º                          |
| Apertura 2010              | 18.º                          |
| Clausura 2011              | 20.º                          |
| Primera B Nacional 2011-12 | 12.º                          |
| Primera B Nacional 2012-13 | 8.º                           |
| Primera B Nacional 2013-14 | 4.º                           |
| Primera B Nacional 2014    | 5.º de la Zona B              |
| Primera División 2015      | 23.º                          |
| Primera División 2016      | 5.º de la Zona 2              |
| Primera División 2016-17   | 25.º                          |
| Superliga 2017-18          | 4.º                           |
| Superliga 2018-19          | 10.º                          |
| Superliga 2019-20          | 21.º                          |
| Liga Profesional 2021      | 8.º                           |
| Liga Profesional 2022      | 4.º                           |
| Liga Profesional 2023      | 26.º                          |
| Liga Profesional 2024      | 4.º                           |

     Campeón.
    Subcampeón.
    Tercer puesto.
     Ascenso.
     Descenso.

### Participaciones en Copa Argentina
| Año                    | Ronda                    |
| ---------------------- | ------------------------ |
| Copa Argentina 1969    | Cuartos de final         |
| Copa Argentina 1970    | Primera fase             |
| Copa Argentina 2011-12 | Dieciseisavos de final   |
| Copa Argentina 2012-13 | Dieciseisavos de final   |
| Copa Argentina 2013-14 | Campeón                  |
| Copa Argentina 2014-15 | Treintaidosavos de final |
| Copa Argentina 2015-16 | Dieciseisavos de final   |
| Copa Argentina 2016-17 | Octavos de final         |
| Copa Argentina 2017-18 | Dieciseisavos de final   |
| Copa Argentina 2018-19 | Dieciseisavos de final   |
| Copa Argentina 2019-20 | Treintaidosavos de final |
| Copa Argentina 2022    | Treintaidosavos de final |
| Copa Argentina 2023    | Cuartos de final         |
| Copa Argentina 2024    | Semifinal                |
| Copa Argentina 2025    | En disputa               |

### Participaciones en copas internacionales
| #     | Torneo                 | Posición         | PJ | PG | PE | PP | GF | GC | DG |
| ----- | ---------------------- | ---------------- | -- | -- | -- | -- | -- | -- | -- |
| 1     | Copa Libertadores 1974 | Semifinales      | 11 | 6  | 2  | 3  | 19 | 12 | 7  |
| 2     | Copa Conmebol 1993     | Octavos de final | 2  | 0  | 1  | 1  | 1  | 2  | -1 |
| 3     | Copa Conmebol 1994     | Octavos de final | 2  | 1  | 0  | 1  | 3  | 5  | -2 |
| 4     | Copa Libertadores 2015 | Fase de grupos   | 8  | 2  | 5  | 1  | 10 | 7  | 3  |
| 5     | Copa Sudamericana 2015 | Subcampeón       | 10 | 5  | 5  | 0  | 14 | 5  | 9  |
| 6     | Copa Libertadores 2016 | Octavos de final | 10 | 3  | 3  | 4  | 11 | 13 | -2 |
| 7     | Copa Sudamericana 2017 | Segunda fase     | 4  | 1  | 0  | 3  | 5  | 10 | -5 |
| 8     | Copa Libertadores 2019 | Fase de grupos   | 6  | 1  | 1  | 4  | 5  | 9  | -4 |
| 9     | Copa Sudamericana 2020 | Segunda fase     | 2  | 0  | 1  | 1  | 1  | 4  | -3 |
| 10    | Copa Libertadores 2023 | Fase 3           | 4  | 1  | 2  | 1  | 1  | 1  | 0  |
| 11    | Copa Sudamericana 2023 | Fase de grupos   | 6  | 1  | 2  | 3  | 7  | 8  | -1 |
| Total | Total                  | Sin títulos      | 65 | 21 | 22 | 22 | 77 | 76 | 1  |

#### Resumen estadístico
| Torneo            | PJ | PG | PE | PP | GF | GC | Dif. | Mejor resultado  |
| ----------------- | -- | -- | -- | -- | -- | -- | ---- | ---------------- |
| Copa Libertadores | 39 | 13 | 13 | 13 | 46 | 42 | 4    | Semifinales      |
| Copa Conmebol     | 4  | 1  | 1  | 2  | 4  | 7  | -3   | Octavos de final |
| Copa Sudamericana | 22 | 7  | 8  | 7  | 27 | 27 | 0    | Subcampeón       |
| Total             | 65 | 21 | 22 | 22 | 77 | 76 | 1    | Sin títulos      |

## Hechos destacados

### En la Selección mayor

#### Presencias
Estas son las presencias de jugadores de Huracán en partidos internacionales oficiales de la Selección Argentina.

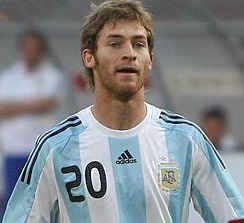
Mario Bolatti, jugó un partido amistoso y un partido de eliminatorias (donde convirtió el gol para la clasificación) contra Uruguay estando en Huracán

| Jugadores | Partidos |
| --- | -------- |
| René Houseman | 55       |
| Miguel Brindisi | 44       |
| Osvaldo Ardiles | 40       |
| Jorge Carrascosa | 26       |
| Jorge Alberti, Norberto Méndez | 22       |
| Herminio Masantonio | 19       |
| Miguel Vidal | 16       |
| Pedro Martínez, Cesáreo Onzari | 14       |
| Carlos Babington | 13       |
| Ernesto Juárez, Adán Loizo | 12       |
| Roque Avallay | 11       |
| Omar Larrosa, Héctor Baley | 10       |
| Ángel Chiesa | 9        |
| Juan Salvini | 8        |
| Juan Filgueiras | 7        |
| Emilio Baldonedo, Juan Estrada | 6        |
| Alberto Rendo, Hugo Morales | 5        |
| Guillermo Stábile, José Laguna, Jaime Chavín, Antonio Mohamed, Francisco Russo, Sebastián Viberti | 4        |
| Carlos Arredondo, Pablo Bartolucci, Ricardo Infante, Mario Fortunato, Carlos Nóbile, Oscar Rossi, Jorge Titonell | 3        |
| Aldo Espinoza, Mario Bolatti, Juan Evaristo, Jorge Olmedo, Juan Scursoni, Mauricio Pineda, Patricio Toranzo | 2        |
| Agustín Alberti, José Caldera, Edgardo Cantú, Norberto Carabelli, Héctor García, Miguel Ginevra, Luis Giribet, Manuel Giúdice, Paolo Goltz, Ernesto Kiessel, Nelson López, Juan Prato, Antonio Rivarola, Hugo Tedesco y Matías Defederico | 1        |

#### Acontecimientos
- Cesáreo Onzari, jugador de Huracán, convirtió el 2 de octubre de 1924, en la cancha de Sportivo Barracas, jugando para la selección de Argentina contra la de Uruguay, flamante campeón en los Juegos Olímpicos de París, el primer gol directo de un tiro de esquina en una competencia de trascendencia internacional, convalidado según la reforma reciente de las reglas del juego. A partir de allí, se lo llamó gol olímpico.[51]

- Es el club con más presencia goleadora de sus jugadores en los mundiales: Guillermo Stábile hizo 8 goles en el Mundial de 1930, donde se consagró como máximo goleador; René Houseman convirtió 4 en los mundiales del '74 y '78; Miguel Brindisi y Carlos Babington marcaron uno cada uno en Alemania '74. Total: 14 goles de jugadores del club en los mundiales de fútbol, seguido por la Fiorentina, de Italia, con 13.

- Tucho Méndez es el máximo goleador de los torneos sudamericanos, con 17 tantos.[52] Además, junto a Emilio Baldonedo y Herminio Masantonio, todos jugadores surgidos en el club, son los máximos goleadores de Argentina frente a Brasil.[53]

- Tiene a los dos mejores promedios goleadores de la selección de la historia; Guillermo Stábile con 8 goles en 4 partidos, con un promedio de 2, y Herminio Masantonio que logró 21 goles en 19 partidos, con un promedio de 1,10.

### Logros
- Entre los equipos argentinos, Huracán ocupa el sexto lugar, con un total de setenta y uno, en cantidad de apariciones en la tapa de la revista “El Gráfico”, una de las más prestigiosas publicaciones deportivas del continente (Fuente: Revista "El Gráfico" N.º 4000, con los datos actualizados a junio de 2004).[cita requerida]

- Hasta la llegada del profesionalismo y luego de la desaparición de Alumni y la desafiliación de Lomas Athletic, Huracán era el tercer equipo que más campeonatos había conseguido:[54]
  - Alumni: 10 campeonatos (incluye English High School)
  - Racing Club: 9
  - Boca Juniors: 6
  - Lomas Athletic: 5
  - Huracán: 4

- Cuatro de los siete máximos goleadores del profesionalismo jugaron en Huracán:[55]
  - 1. Arsenio Erico: 295 (Independiente y Huracán)
  - 3. Herminio Masantonio: 256 (Huracán y Banfield)
  - 4. Manuel Pelegrina: 231 (Estudiantes (LP) y Huracán)
  - 7. Ricardo Infante: 217 (Estudiantes (LP), Huracán y Gimnasia (LP))

- Huracán ganó uno de los tres partidos con más goles en la historia del profesionalismo, en los que se convirtieron 14 tantos:

1945: Huracán 10-4 Rosario Central
1960: Racing Club 11-3 Rosario Central
1974: Banfield 13-1 Puerto Comercial
- Es el quinto club del Gran Buenos Aires que construyó su propio estadio de cemento.[cita requerida]

El Club Atlético Independiente en 1928.
El Club Atlético River Plate en 1938.
El Club Atlético Banfield en 1940.
El Club Atlético Boca Juniors en 1940.
El Club Atlético Huracán en 1949.
- El 21 de diciembre de 2012, Huracán es reconocido en la página oficial de FIFA como uno de los clubes argentinos más destacados a lo largo de la historia.[56]

## Símbolos

### Himno
| Himno del Club Atlético Huracán |
| |
| Sopla un viento de triunfos y gloria, corazones que vibran de fe. Ya desfilan los grandes campeones, y el concurso aplaude de pie. En sus pechos diviso la insignia, confundida con el corazón. Es un globo de fuego que vuela, rumbo al cielo de su inspiración. Se oye un grito que se expande, por los aires con afán. Son millares de gargantas, las que nombran: ¡Huracán! Club glorioso de campeones con empuje de titán. Arrogantes corazones ¡Huracán!¡Huracán!¡Huracán! |
| |

### Insignia

Uno de los diseños históricos de la insignia.

El Club Atlético Huracán no posee un escudo, sino una insignia que lo identifica inequívocamente. La misma consiste en un globo rojo sobre fondo blanco y se utilizó con su primera camiseta de color blanco. Se inspiró en el globo aerostático del mismo nombre, propiedad del ingeniero Jorge Newbery, que cobró notoriedad a fines de 1909 al realizar una travesía considerada una hazaña para la época, cruzando tres países: Argentina, Uruguay y Brasil. Fue adoptado como tal en 1910, previa aceptación de Jorge Newbery, traducida en una carta dirigida al presidente de la institución, fechada en febrero de 1911. Este nexo se reforzó luego de lograr dos ascensos consecutivos en los años 1912 y 1913, pasando de la tercera a la primera categoría sin interrupción, como cantidad de países atravesó el globo Huracán en su proeza de diciembre de 1909.
A lo largo de la historia, la insignia tuvo varios formatos que representaban de igual manera al club, siendo el más popular un diseño bidimensional que representa al globo con la "H" en blanco y dos líneas rojas que surcan su superficie. Debajo del globo, un rectángulo representa a la canasta de pilotaje pero sin riendas que lo una al globo. Otro diseño aceptado y reconocido, es un formato tridimensional en el cual el globo adquiere una forma más esférica, con la "H" pintada en rojo. Asimismo, un entramado de líneas rojas surcan la superficie del globo, extendiéndose hacia abajo como riendas que terminan uniéndose a la canasta, que a diferencia del diseño anterior, está representada por un cilindro de cara roja e interior blanco.
La insignia fue posteriormente adoptada por innumerables instituciones homónimas a lo largo y ancho del país, e incluso en el exterior, las cuales tuvieron nacimiento inspiradas en la repercusión del Club Atlético Huracán original. No obstante, se encuentra registrada y bajo protección legal.

## Indumentaria
- Uniforme titular: Camiseta blanca, con la insignia y vivos blancos y rojos; pantalón blanco; medias blancas.
- Uniforme suplente:Camiseta roja, con la insignia y vivos blancos y rojos; pantalón rojo; medias rojas.
- Uniforme alternativo:Camiseta negra, con la insignia y vivos blancos; pantalón negro; medias negras.

### Uniformes
Tradicionales
| Titular | Titular | Alternativo | Alternativo |  |

### Titular
| 1908-75 | 1976-81 | 1982-83 | 1984 | 1984-86 | 1986-87 | 1987-88 | 1988-90 | 1990-92 | 1992-93 | 1993-95 |

| 1996-98 | 1999-2002 | 2002-03 | 2004 | 2004-05 | 2006 | 2006-07 | 2007-08 | 2008-09 | 2009-10 | 2010-11 |

| 2011 | 2011-12 | 2012-13 | 2013-14 | 2014 | 2014-15 | 2015-16 | 2015 (CL) | 2017-18 | 2018 | 2019 |

| 2019 (CL) | 2019 | 2019-20 | 2020-21 | 2021-22 | 2023 | 2024 | 2025 |

### Suplente
| 1908-75 | 1976-81 | 1982-85 | 1985-86 | 1986-87 | 1987-88 | 1988-90 | 1990-92 | 1992-93 | 1993 | 1994-95 |

| 1996-98 | 1999-2000 | 2000-02 | 2002-03 | 2004 | 2004-05 | 2006 | 2006-07 | 2007-08 | 2008-09 | 2009-10 |

| 2010-11 | 2011 | 2011-12 | 2012-13 | 2013-14 | 2014 | 2014 | 2014-15 | 2015-16 | 2015 (CL) | 2017-18 |

| 2018 | 2019 | 2019 (CL) | 2019-20 | 2020-21 | 2021-22 | 2023 | 2024 | 2025 |

### Alternativa
| 1983-85 | 1992-93 | 1999-2002 | 2004-05 | 2007-08 | 2010-11 | 2012-13 | 2013-14 | 2014-15 | 2015-16 | 2017-18 |

| 2018 | 2019 | 2019-20 | 2020-21 | 2023 | 2024 | 2025 |

### Proveedores y patrocinadores
| Período          | Patrocinador              |
| ---------------- | ------------------------- |
| 2002-2003        | FM 95.5 Patricios         |
| 2003-2004        | Pet's Company Veterinaria |
| 2004-2006        | Cruz de Malta             |
| 2004-2006        | Intiba                    |
| 2006-2009        | Pinturerías Rex           |
| 2006 en adelante | MEDIC Emergencias Médicas |
| 2009-2010        | Thaun                     |
| 2010-2011        | Dessutol                  |
| 2011-2012        | Thaun                     |
| 2012-2013        | Colorín                   |
| 2012-2017        | Sounch                    |
| 2014-2018        | Befol                     |
| 2016-2020        | Chevallier                |
| 2017-2019        | Bio Balance               |
| 2019 en adelante | Duracril                  |
| 2019 en adelante | Fundación Garrahan        |
| 2021-2022        | Ética+                    |
| 2022-2023        | Tomasso                   |
| 2022-2023        | Ciudad Moto               |
| 2024 en adelante | Leiva Joyas               |
| 2024 en adelante | Casablanca                |

| Período          | Proveedor | Auspiciante/s          |
| ---------------- | --------- | ---------------------- |
| 1976-1983        | Adidas    | Sin patrocinador       |
| 1983-1984        | Adidas    | Banco Juncal           |
| 1985             | Adidas    | Sin patrocinador       |
| 1986-1987        | Adidas    | Fides                  |
| 1988-1990        | Adidas    | Siam                   |
| 1990-1991        | Adidas    | Pinturerías Prestigio  |
| 1991-1992        | Adidas    | Trieste Automotores    |
| 1993-1994        | Adidas    | Ritmocar               |
| 1994-1995        | Adidas    | Black & Decker         |
| 1996             | Adidas    | Bassinger Producciones |
| 1997             | Adidas    | Banco Patricios        |
| 1998             | Adidas    | Huracán es de Primera  |
| 1999             | Adidas    | Amanco                 |
| 1999-2000        | Envión    | Amanco                 |
| 2000-2002        | Envión    | Fox Sports             |
| 2002             | Signia    | FM 95.5 Patricios      |
| 2002-2003        | Signia    | Farmacias TKL          |
| 2003             | Signia    | Tarjeta Plata          |
| 2004-2005        | Meister   | Tarjeta Plata          |
| 2006             | Kappa     | Tarjeta Plata          |
| 2006-2008        | Kappa     | La Nueva Seguros       |
| 2008-2010        | Kappa     | Motomel                |
| 2010-2011        | Kappa     | La Nueva Seguros       |
| 2011-2012        | Kappa     | Banco Columbia         |
| 2012-2013        | Kappa     | Banco Ciudad           |
| 2013-2014        | Joma      | Banco Ciudad           |
| 2014-2016        | TBS       | La Nueva Seguros       |
| 2017-2020        | TBS       | Banco Ciudad           |
| 2021             | Peak      | Banco Ciudad           |
| 2022             | 1908      | Decrypto               |
| 2023-2024        | Kappa     | Decrypto               |
| 2024-2025        | Kappa     | Sin patrocinador       |
| 2025 en adelante | Kappa     | Jeluz                  |

## Instalaciones

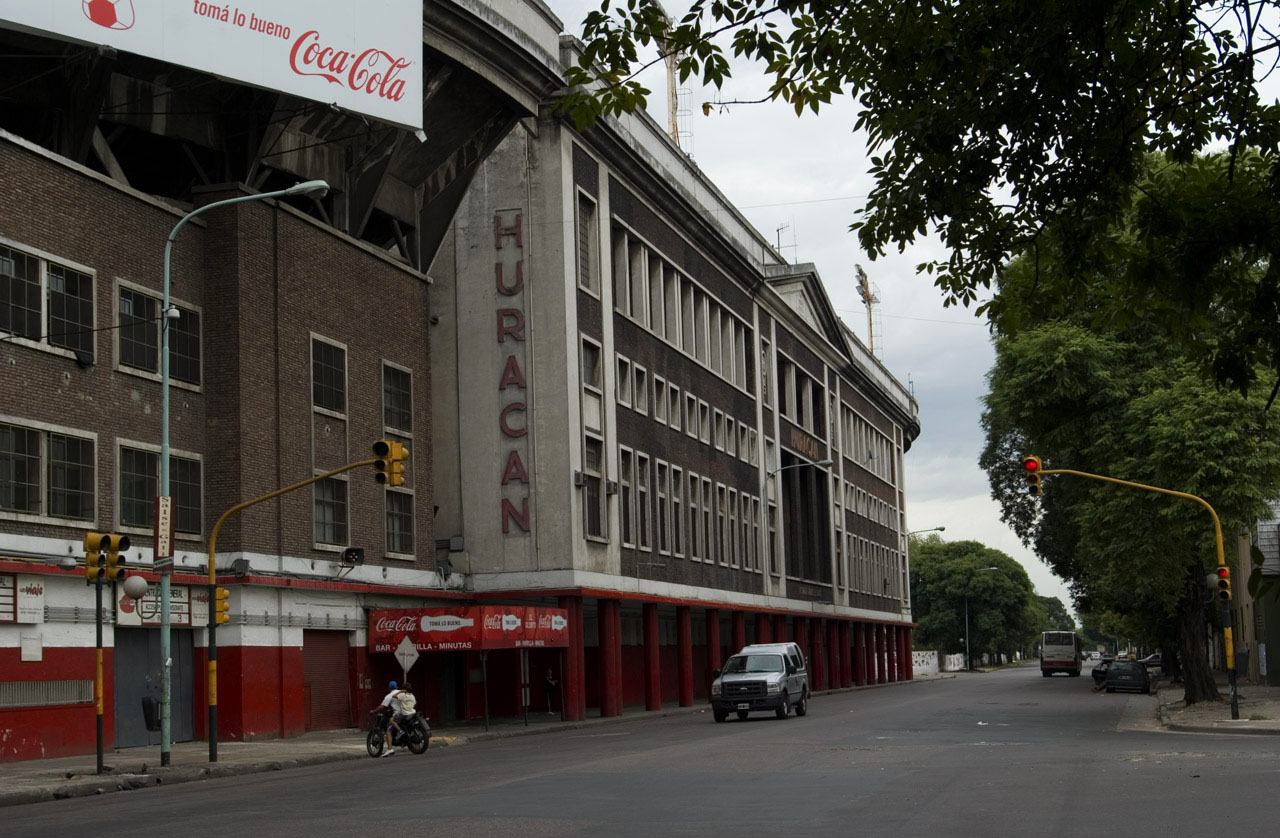
El estadio Tomás Adolfo Ducó.

### Estadio
Desde su fundación, Huracán tuvo su cancha en cuatro lugares distintos. La primera estaba ubicada en Cachi y Traful y jugó allí varios partidos por ligas independientes y por la Tercera Liga. Luego obtuvo en concesión por parte de la Municipalidad de la ciudad de Buenos Aires, por gestión de Jorge Newbery, una parte del predio municipal ubicado en la calle Arenas, hoy llamada Almafuerte, que fue usado durante su estadía en Tercera y en Segunda, en 1912 y 1913, ganando sucesivamente ambos torneos y subiendo a Primera. Luego, ya en la primera categoría, entre 1914 y 1923, se mudó a avenida La Plata y Alagón (barrio de Pompeya), y ganó mientras permaneció allí los campeonatos de 1921 y 1922. Finalmente, emplazó su cancha en avenida Alcorta y Luna, y jugó su primer partido en ese lugar el 17 de agosto de 1924, venciendo en un amistoso a Colón, con goles de Saldías. En ese estadio, cuya estructura era de madera, jugó hasta el 22 de noviembre de 1942, momento en que se cerró para dar comienzo a la construcción del actual. Mientras tanto, utilizó las canchas de Ferro Carril Oeste y San Lorenzo.
Un nuevo estadio, conocido en un principio como «Jorge Newbery» y luego llamado «Tomás Adolfo Ducó», abrió sus puertas el 7 de septiembre de 1947, frente a Boca Juniors, y fue inaugurado oficialmente el 11 de noviembre de 1949. Se ganó el apodo de "El Palacio", y es el cuarto estadio de cemento construido en Argentina, después de los de Independiente, River Plate y Boca Juniors. Al inaugurarse, con capacidad superior a 100 000 personas, era el más grande de Sudamérica, tal cual lo detalla Homero Manzi. Su nombre actual conmemora a Tomás Adolfo Ducó, quien fue presidente de la institución en varias oportunidades entre 1938 y 1955. Tiene capacidad para más 48 000 espectadores y es uno de los más grandes del país. El campo de juego mide 105 x 70 metros.
Fue declarado en junio de 2008 patrimonio de la ciudad de Buenos Aires, sujeto a protección estructural, por ley 2770/08 de la Legislatura.

### Sede social
Situada en la avenida Caseros 3159, sobre unos terrenos con una superficie total de 4000 m², fue construida por el arquitecto Miguel Curuchet y se inauguró el 9 de agosto de 1941. En ella se practican distintas actividades, destacándose hockey sobre patines, futsal y boxeo. También se encuentran allí la secretaría de socios, la Asociación Mutual de Veteranos y el local de venta de artículos relacionados con el club llamado Globomanía.

### Campo de deportes
El club cuenta con un campo polideportivo y recreativo, abierto a toda la comunidad, que lleva el nombre de Jorge Newbery, ubicado en la calle Mariano Acosta 1981, Ciudad Autónoma de Buenos Aires, que se conoce popularmente como «La Quemita». En él se realizan múltiples actividades deportivas y de esparcimiento, además de ser el lugar donde practican los diversos planteles del club, incluido el primer equipo.

## Plantel y cuerpo técnico
- Fuente: ESPN

### Altas y bajas del invierno de 2025
| Altas           | Altas         | Altas            | Altas               |
| Jugador         | Posición      | Procedencia      | Condición           |
| --------------- | ------------- | ---------------- | ------------------- |
| Nehuén Paz      | Defensor      | Tigre            | Traspaso            |
| Martín Nervo    | Defensor      | Atlas            | Préstamo            |
| Facundo Waller  | Mediocampista | Puebla           | Préstamo con opción |
| Juan Bisanz     | Delantero     | Banfield         | Traspaso            |
| Luciano Giménez | Delantero     | Estudiantes (LP) | Préstamo con opción |

| Bajas            | Bajas         | Bajas         | Bajas                 |
| Jugador          | Posición      | Destino       | Condición             |
| ---------------- | ------------- | ------------- | --------------------- |
| Marco Pellegrino | Defensor      | Boca Juniors  | Fin de préstamo       |
| Agostino Spina   | Mediocampista | Aucas         | Préstamo              |
| Víctor Cantillo  | Mediocampista | Remo          | Rescisión de contrato |
| Franco Watson    | Mediocampista | Lanús         | Fin de préstamo       |
| Wálter Mazzantti | Delantero     | Independiente | Traspaso              |

## Jugadores destacados
- José Laguna (1908-1911; 1914-1924)
- Ángel Chiesa (1919-1932)
- Ramón Vázquez (1919-1932)
- Guillermo Stábile (1920-1930)
- Cesáreo Onzari (1921-1933)
- Jorge Alberti (1930-1947)
- Herminio Masantonio (1931-1943; 1945)
- Juan Alberto Estrada (1933-1937)
- Emilio Baldonedo (1935-1944)
- Norberto Méndez (1941-1947; 1956-1958)
- Atilio Mellone (1944)
- Alfredo Di Stéfano (1946)
- Juan Bautista Villalba (1947-1948)
- Edgardo Madinabeytia (1950-1958)
- Oscar Rossi (1950-1953; 1955-1959; 1969)
- Eduardo Ricagni (1952-1953)
- Valeriano López (1952-1953)
- Ricardo Infante (1953-1956)
- Orlando Peloso (1955-1958)
- Néstor Rossi (1959-1961)
- Alberto Rendo (1959-1964; 1970-1971)
- Sebastián Viberti (1963-1969)
- Miguel Loayza (1965), (1967-1968)
- Miguel Ángel Brindisi (1967-1976; 1978-1980)
- Carlos Babington (1969-1974; 1979-1982)
- Roque Avallay (1970-1976; 1980)
- Alfio Basile (1971-1975)
- Omar Larrosa (1972-1976)
- Jorge Carrascosa (1972-1978)
- Alberto Fanesi (1973-1977)
- René Houseman (1973-1980; 1981; 1983)
- Osvaldo Ardiles (1975-1978)
- Héctor Baley (1976-1978)
- Rubén Omar Romano (1978-1980)
- Claudio Morresi (1980-85)
- Oscar Ortiz (1981-1982)
- Claudio García (1981-1986; 1996-1998)
- Enrique Vidallé (1982-1983)
- Antonio Mohamed (1987-1991)
- Marcelo Barticciotto (1987-1988)
- Héctor Cúper (1988-1992)
- Fernando Quiroz (1988-1993)
- Hugo Morales (1992-1995)
- Wálter Pelletti (1992-1996)
- Héctor Pineda (1993-1995)
- Antonio Barijho (1993-1998; 2007-2008)
- Gastón Casas (1994-2000)
- Hugo Romeo Guerra (1995-1998)
- Sixto Peralta (1996-1999)
- Daniel Montenegro (1997-1999; 2002; 2015-2018)
- Lucho González (1998-2002)
- Sebastián Morquio (1999-2001)
- Derlis Soto (2000-2002)
- Christian Cellay (2000-2007)
- Mauro Milano (2002-2007; 2012-2013)
- Paolo Goltz (2002-2010)
- Mariano Andújar (2003-2005)
- Mariano Juan (2003-2006)
- Leandro Grimi (2004-2006; 2020-2021)
- Joaquín Larrivey (2004-2007)
- Daniel Osvaldo (2005-2006)
- Marcelo Barovero (2007-2008)
- Matías Defederico (2007-2009; 2012-2014)
- Javier Pastore (2007-2009)
- César González (2008-2009)
- Patricio Toranzo (2008-2010; 2014-2019; 2020-2022)
- Mario Bolatti (2009-2010)
- Javier Cámpora (2011-2012)
- Pity Martínez (2011-2014)
- Cristian Espinoza (2013-2016)
- Alejandro Romero Gamarra (2013-2017)
- Marcos Díaz (2013-2018; 2021-2022)
- Federico Vismara (2014-2015)
- Wanchope Ábila (2014-2016; 2017;2024-)
- Ignacio Pussetto (2016-2018; 2023-2024)
- Norberto Briasco (2016-2021)
- Franco Cristaldo (2020-2022)
- Matías Cóccaro (2021-2024)
- Hernán Galíndez (2024-)

### Galería

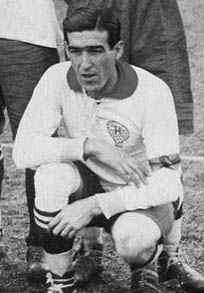
Cesáreo Onzari campeón con el Globo, fue el primer jugador en convertir un gol olímpico en un partido oficial.
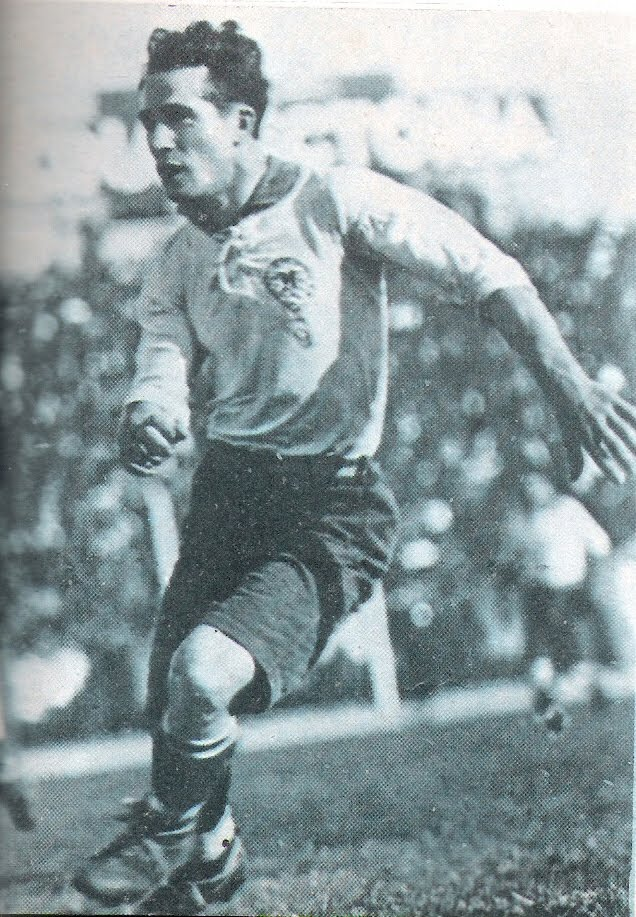
Guillermo Stábile jugó en Huracán desde 1924 hasta 1930 y participó de la Copa del Mundo de Uruguay con la Selección Argentina, consagrándose goleador del torneo.
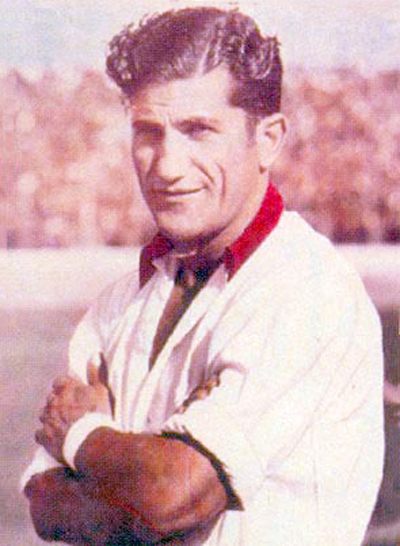
Herminio Masantonio, máximo goleador del club de todos los tiempos con 270 goles (254 en torneos regulares y 16 en copas nacionales), tercero entre los goleadores históricos de la Primera División de Argentina.
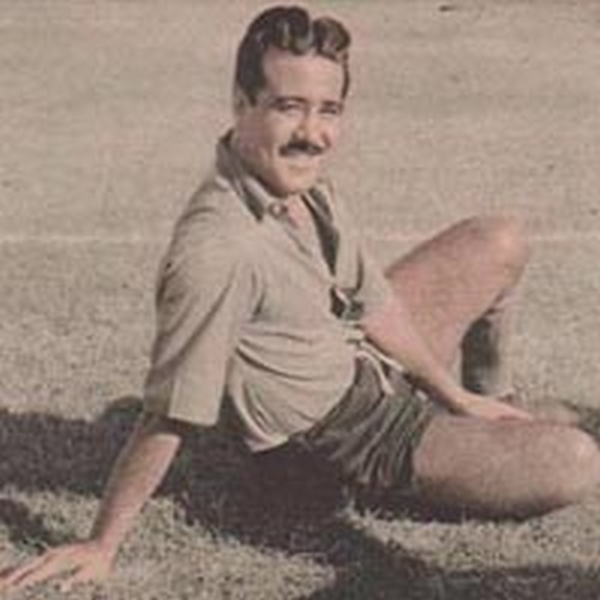
Tucho Méndez, histórico jugador del Globo y de la Selección Nacional.
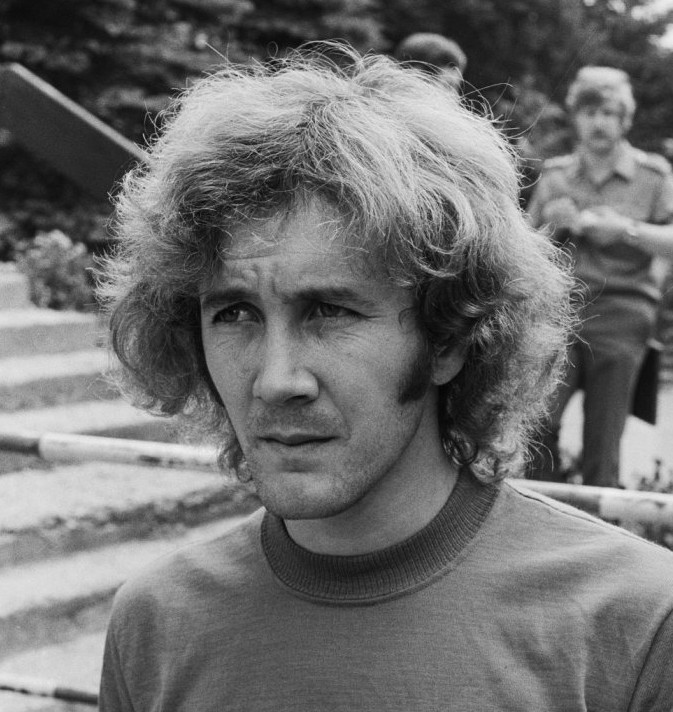
Carlos Babington, campeón en 1973, ascendió como técnico en 1990 y 2000, y como presidente en 2007.
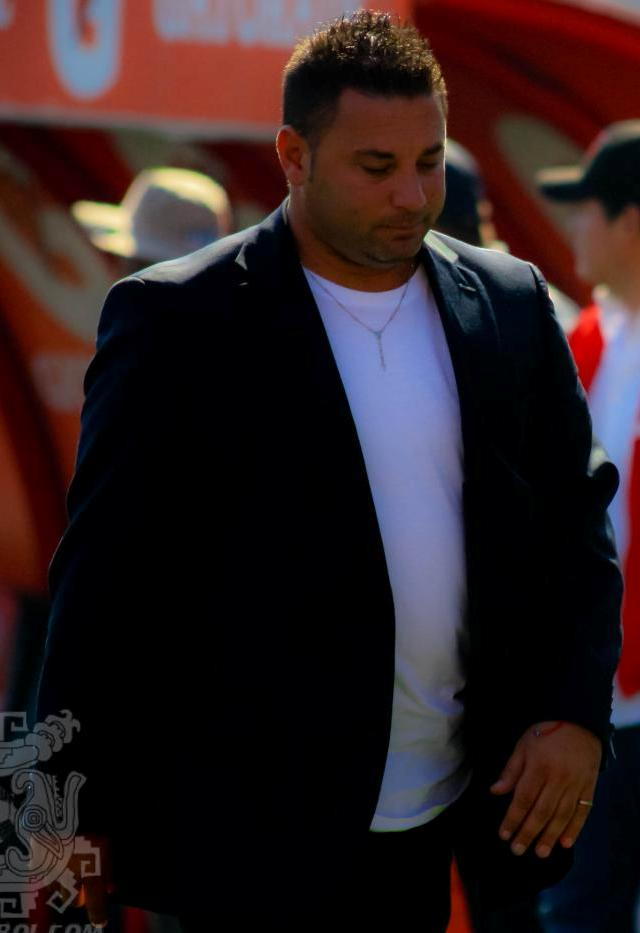
Antonio Mohamed, ascendió a Primera como jugador y técnico.
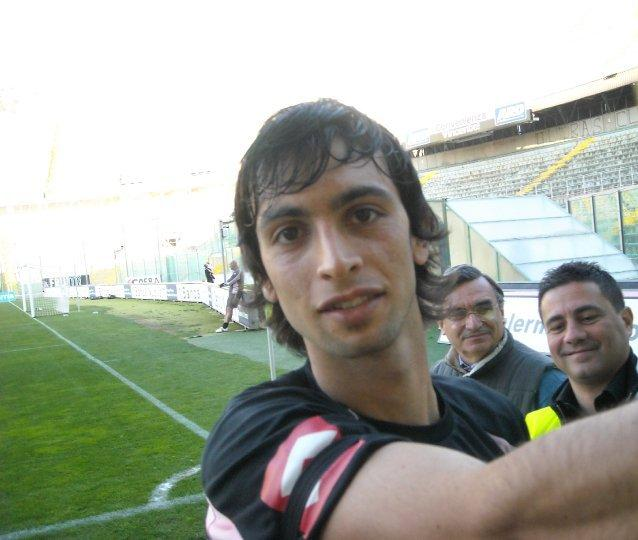
Javier Pastore, figura principal de "Los Ángeles de Cappa" en 2009

### Mundialistas

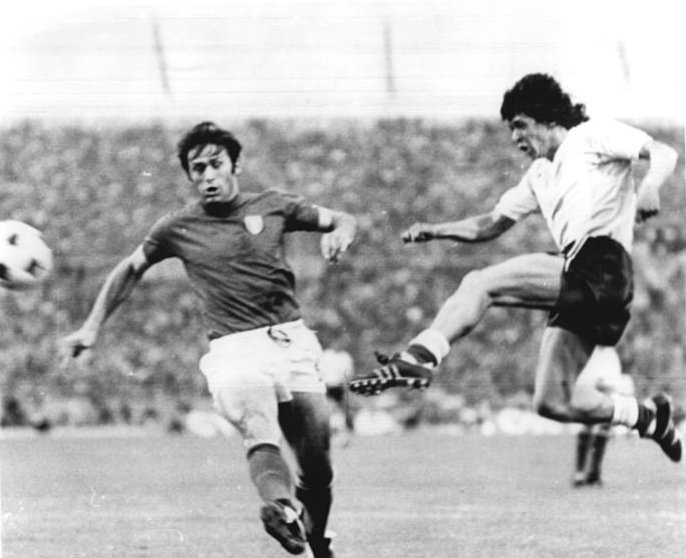
René Houseman en el Mundial de Alemania de 1974, en el momento de rematar al gol en el 1 a 1 contra Italia.

| N.º | Jugador           | Selección | Mundial        | Resultado  |
| --- | ----------------- | --------- | -------------- | ---------- |
| 1   | Guillermo Stábile | Argentina | Uruguay 1930   | Subcampeón |
| 2   | Carlos Babington  | Argentina | Alemania 1974  | 8.º        |
| 3   | Miguel Brindisi   | Argentina | Alemania 1974  | 8.º        |
| 4   | Jorge Carrascosa  | Argentina | Alemania 1974  | 8.º        |
| 5   | René Houseman     | Argentina | Alemania 1974  | 8.º        |
| 6   | Osvaldo Ardiles   | Argentina | Argentina 1978 | Campeón    |
| 7   | Héctor Baley      | Argentina | Argentina 1978 | Campeón    |
| 8   | René Houseman     | Argentina | Argentina 1978 | Campeón    |

### Mundialistas sub-20
| N.º | Jugador                  | Selección | Mundial             | Resultado  |
| --- | ------------------------ | --------- | ------------------- | ---------- |
| 1   | Claudio García           | Argentina | Australia 1981      | 8.º        |
| 2   | Claudio Morresi          | Argentina | Australia 1981      | 8.º        |
| 3   | Cayetano Palermo         | Argentina | Australia 1981      | 8.º        |
| 4   | Claudio García           | Argentina | México 1983         | Subcampeón |
| 5   | Antonio Mohamed          | Argentina | Arabia Saudita 1989 | 7.º        |
| 6   | Hugo Morales             | Argentina | Portugal 1991       | 13.º       |
| 7   | Sixto Peralta            | Argentina | Nigeria 1999        | 15.º       |
| 8   | Daniel Montenegro        | Argentina | Nigeria 1999        | 15.º       |
| 9   | Luciano Ospina           | Colombia  | Colombia 2011       | 6.º        |
| 10  | Rodrigo Battaglia        | Argentina | Colombia 2011       | 8.º        |
| 11  | Cristian Espinoza        | Argentina | Nueva Zelanda 2015  | 18.º       |
| 12  | Alejandro Romero Gamarra | Argentina | Nueva Zelanda 2015  | 18.º       |
| 13  | Juan Gauto               | Argentina | Argentina 2023      | 9.º        |

### Presencias
| N.º | Jugador             | Nacionalidad | Partidos | Goles |
| --- | ------------------- | ------------ | -------- | ----- |
| 1   | Jorge Alberti       | Argentina    | 424      | 20    |
| 2   | Herminio Masantonio | Argentina    | 366      | 270   |
| 3   | Miguel Brindisi     | Argentina    | 362      | 172   |
| 4   | Carlos Babington    | Argentina    | 312      | 130   |
| 5   | Jorge Carrascosa    | Argentina    | 298      | 0     |
| 6   | René Houseman       | Argentina    | 277      | 109   |
| 7   | Emilio Baldonedo    | Argentina    | 264      | 167   |
| 8   | Turco García        | Argentina    | 250      | 50    |
| 9   | Ángel Chiesa        | Argentina    | 225      | 110   |
| 10  | Rodolfo Graieb      | Argentina    | 211      | 1     |

### Goleadores históricos
| N.º | Jugador             | Nacionalidad | Goles | Partidos |
| --- | ------------------- | ------------ | ----- | -------- |
| 1   | Herminio Masantonio | Argentina    | 270   | 366      |
| 2   | Miguel Brindisi     | Argentina    | 172   | 362      |
| 3   | Emilio Baldonedo    | Argentina    | 167   | 264      |
| 4   | Carlos Babington    | Argentina    | 130   | 312      |
| 5   | Ángel Chiesa        | Argentina    | 110   | 225      |
| 6   | René Houseman       | Argentina    | 109   | 277      |

### Goleadores en campeonatos de Primera División
| Jugador               | Campeonato         | Goles |
| --------------------- | ------------------ | ----- |
| Guillermo Dannaher    | 1921               | 24    |
| Atilio Mellone        | 1944               | 26    |
| Eduardo Ricagni       | 1952               | 28    |
| Miguel Ángel Brindisi | Metropolitano 1972 | 21    |
| Javier Cámpora        | Clausura 2011      | 11    |

## Entrenadores

### Equipo técnico 2025
El cuerpo técnico de Club Atlético Huracán está compuesto por:
- Director técnico: Franck Darío Kudelka
- Ayudantes de campo:[Lucas Marcogiuseppe y Tomás González].
- Preparador físico I: Javier Vilamitjana
- Entrenador de arqueros: Marcelo Villasanti
- Videoanalista: Diego Navone
- Coordinador de inferiores:
- Médicos: Fernando Javier Locaso, Pedro Di Spagna
- Kinesiólogos: Daniel Arias, Pedro Alcibar, Sergio Meza
- Nutricionista: Macarena Krasser
- Masajista: Sebastián Tartarone

### Historial de entrenadores
Hasta 1922, se consideraba como entrenadores a los capitanes del equipo.
- 1931 -  José Laguna
- 1934 -  Emilio Casanovas
- 1935 -  Pablo Bartolucci
- 1935 -  Alejandro de los Santos
- 1936 -  Pablo Bartolucci
- 1939 -  Guillermo Stábile
- 1940 -  Alejandro de los Santos
- 1941 -  Pablo Bartolucci
- 1942 -  José Cuesta Silva
- 1943 -  Guillermo Stábile
- 1943 -  Pablo Bartolucci
- 1944 -  José Laguna
- 1945 -  Alejandro de los Santos
- 1946 -  Luis Monti
- 1948 -  Emilio Baldonedo
- 1949 -  Pablo Bartolucci
- 1949 -  Guillermo Stábile
- 1952 -  Adolfo Pedernera
- 1953 -  Victorio Spinetto
- 1954 -  Adolfo Pedernera
- 1956 -  Adolfo Pedernera
- 1956 -  Roberto Sbarra
- 1957 -  Adolfo Pedernera
- 1958 -  Mario Imbelloni
- 1959 -  Néstor Rossi
- 1960 -  José Manuel Moreno
- 1961 -  Pepe Peña
- 1962 -  Néstor Rossi
- 1963 -  Manuel Giúdice
- 1964 -  Ernesto Cucchiaroni
- 1966 -  José Manuel Moreno
- 1967 -  Victorio Spinetto
- 1968 -  Renato Cesarini
- 1968 -  Alejandro Yebra
- 1969 -  Néstor Rossi
- 1969 -  Alejandro Yebra
- 1970 -  José Vigo
- 1970 -  Adolfo Pedernera
- 1970 -  Carmelo Faraone
- 1970 -  Alberto Rendo
- 1971 -  Osvaldo Zubeldía
- 1971 -  César Menotti
- 1975 -  Mario Imbelloni
- 1975 -  Osvaldo Crosta
- 1975 -  Delém
- 1976 -  Miguel Juárez
- 1977 -  Nelson Chabay
- 1977 -  Juan de Dios Frutos
- 1978 -  Alberto Rendo
- 1978 -  Feliciano Moure
- 1978 -  Cayetano Rodríguez
- 1979 -  José Vigo
- 1980 -  Eduardo Janín
- 1981 -  Néstor Rossi
- 1981 -  Ángel Celoria
- 1981 -  Chiche Diz
- 1982 -  Alfio Basile
- 1982 -  José Varacka
- 1982 -  Chiche Diz
- 1983 -  Osvaldo Sosa
- 1983 -  Osvaldo Crosta
- 1984 -  Chiche Diz
- 1984 -  Alcides Silveira
- 1985 -  Juan M. Guerra
- 1985 -  José Varacka
- 1986 -  Héctor Yazalde¹
- 1986 -  Pedro Dellacha
- 1986 -  Ángel Cappa
- 1987 -  Carlos Leone¹
- 1987 -  Alberto Tardivo
- 1987 -  Antonio D’Acorso
- 1987 -  Edgardo Cantú¹
- 1987 -  Sebastián Viberti
- 1988 -  Carlos Babington
- 1991 -  Alberto Fanesi
- 1992 -  Enzo Trossero
- 1993 -  Héctor Cúper
- 1995 -  Claudio Morresi
- 1995 -  Jorge Habbeger
- 1995 -  Nelson Chabay
- 1996 -  Osvaldo Crosta
- 1996 -  Jorge Brandoni
- 1997 -  Carlos Babington
- 1997 -  Osvaldo Crosta
- 1997 -  Francisco Ferraro
- 1998 -  Omar Larrosa
- 1998 -  Oscar López - Oscar Cavallero
- 1999 -  Carlos Babington
- 2001 -  Osvaldo Piazza
- 2001 -  Fabián Carrizo - Claudio Morresi
- 2001 -  Miguel Brindisi
- 2002 -  Jorge Célico¹
- 2002 -  Carlos Babington
- 2002 -  Jorge Célico
- 2003 -  Carlos Roldán
- 2003 -  Fernando Quiroz
- 2004 -  Omar Labruna
- 2005 -  Fernando Quiroz
- 2005 -  Néstor Apuzzo¹
- 2005 -  Antonio Mohamed
- 2006 -  Osvaldo Sosa
- 2006 -  Carlos Amodeo¹
- 2006 -  Antonio Mohamed
- 2007 -  Osvaldo Ardiles
- 2008 -  Claudio Ubeda
- 2008 -  Héctor Jesús Martínez¹
- 2008 -  Ángel Cappa
- 2009 -  Héctor Jesús Martínez¹
- 2009 -  Héctor Rivoira
- 2010 -  Miguel Brindisi
- 2011 -  Roberto Pompei
- 2011 -  Juan Amador Sánchez
- 2011 -  Néstor Apuzzo¹
- 2011 -  Diego Cocca
- 2012 -  Néstor Apuzzo¹
- 2012 -  Héctor Rivoira
- 2012 -  Gabriel Rinaldi¹
- 2012 -  Juan Manuel Llop
- 2013 -  Gabriel Rinaldi¹
- 2013 -  Antonio Mohamed
- 2013 -  Néstor Apuzzo¹
- 2013 -  Frank Darío Kudelka
- 2014 -  Néstor Apuzzo
- 2015 -  Eduardo Domínguez
- 2016 -  Ricardo Caruso Lombardi
- 2016 -  Néstor Apuzzo¹
- 2017 -  Juan Manuel Azconzábal
- 2017 -  Néstor Apuzzo¹
- 2017 -  Gustavo Alfaro
- 2019 -  Antonio Mohamed
- 2019 -  Néstor Apuzzo¹
- 2019 -  Juan Pablo Vojvoda
- 2019 -  Néstor Apuzzo¹
- 2020 -  Israel Damonte
- 2021 -  Frank Darío Kudelka
- 2022 -  Diego Dabove
- 2023 -  Sebastián Battaglia
- 2023 -  Diego Martínez
- 2024 -  Facundo Sava
- 2024 -  Walter Coyette¹
- 2024 -  Frank Darío Kudelka

1. Interinos.

## Presidentes

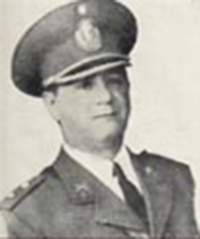
El teniente coronel Tomás Adolfo Ducó, destacado presidente del club

### Dirigencia actual
- Presidente: Abel Poza
- Vicepresidente primero Gustavo Mendelovich
- Vicepresidente segundo: David Garzón
- Secretario General: Nicolás Arias

### Lista histórica
Desde su fundación el club ha tenido oficialmente 50 presidentes y 6 interventores.
| N.º     | Presidente               | Periodo     | Agrupación                                                                        | Detalles                                            |
| ------- | ------------------------ | ----------- | --------------------------------------------------------------------------------- | --------------------------------------------------- |
| 1.º     | Agustín Caimi            | 1908 - 1909 |                                                                                   |                                                     |
| 2.º     | J. Aldonza               | 1909 - 1910 |                                                                                   |                                                     |
| 3.º     | José Laguna              | 1910 - 1911 |                                                                                   |                                                     |
| 4.º     | José Balsamini           | 1911        |                                                                                   | Asumió en reemplazo de Laguna.                      |
| 5.º 6.º | Juan Jaques Juan Ramponi | 1911 - 1913 |                                                                                   | Ramponi fue también vicepresidente.                 |
| 7.º     | Germán Blanco            | 1913 - 1915 |                                                                                   |                                                     |
| 8.º     | Lorenzo Colonello        | 1915 - 1920 |                                                                                   |                                                     |
| 9.º     | Aldo Cantoni             | 1920 - 1924 |                                                                                   |                                                     |
| 10.º    | Alfredo Lascano          | 1924 - 1927 |                                                                                   |                                                     |
| 11.º    | Domingo Cozzi            | 1927 - 1928 |                                                                                   |                                                     |
| 12.º    | Alfredo Lascano          | 1928 - 1929 |                                                                                   |                                                     |
| 13.º    | Félix Iñarra Iraegui     | 1929 - 1931 |                                                                                   |                                                     |
| 14.º    | Jacinto Armando          | 1931 - 1933 |                                                                                   |                                                     |
| 15.º    | Aldo Cantoni             | 1933 - 1935 |                                                                                   |                                                     |
| 16.º    | Benjamín Toulouse        | 1935 - 1936 |                                                                                   |                                                     |
| 17.º    | José Poggi               | 1936 - 1937 |                                                                                   | Asume tras la renuncia de Toulouse.                 |
| 9.º     | Nicolás Novellino        | 1937        |                                                                                   |                                                     |
| 19.º    | José Girola              | 1937 - 1938 |                                                                                   | Asume tras la renuncia de Novellino.                |
| 20.º    | Tomás Adolfo Ducó        | 1938 - 1945 | Lista Tomas A. Ducó (desde 1943)                                                  | Reelecto en 1939, 1941 y 1943.                      |
| 21.º    | Carlos Alberto Cattaneo  | 1945 - 1946 | Lista Tomas A. Ducó                                                               |                                                     |
| 22.º    | Salvador José Carbó      | 1946 - 1947 |                                                                                   | Interventor desde el 19 de septiembre.              |
| 23.º    | Emeterio Acevedo         | 1947        |                                                                                   | Interventor desde el 18 de marzo.¹                  |
| 24.º    | Ernesto Villarruel Puck  | 1947        |                                                                                   | Interventor desde el 29 de marzo.                   |
| 25.º    | Angel Correa Bustos      | 1947 - 1948 |                                                                                   | Interventor desde el 17 de octubre.                 |
| 26.º    | Pedro Torres             | 1948 - 1949 | Lista Tomas A. Ducó                                                               |                                                     |
| 27.º    | Tomás Adolfo Ducó        | 1949 - 1950 | Lista Tomas A. Ducó                                                               | Renunció en 1950.                                   |
| 28.º    | Carlos Campolonghi       | 1950 - 1952 | Agrupación Jorge Newbery Tradicional                                              |                                                     |
| 29.º    | Tomás Adolfo Ducó        | 1952 - 1955 | Círculo Arriba Huracán                                                            | Reelecto en 1954.                                   |
| 30.º    | Oscar Tomás Bignone      | 1955 - 1956 | Agrupación Jorge Newbery Tradicional                                              |                                                     |
| 31.º    | Eduardo Luis Beláustegui | 1956        |                                                                                   | Interventor desde el 17 de febrero.                 |
| 32.º    | Antonio Raimondo         | 1956 - 1958 | Agrupación Jorge Newbery Tradicional                                              | Asume tras la destitución de Bignone.               |
| 33.º    | Carmelo José Marotta     | 1958 - 1961 | Círculo Arriba Huracán                                                            |                                                     |
| 34.º    | Luis Seijo               | 1961 - 1964 | Agrupación Jorge Newbery                                                          |                                                     |
| 35.º    | Carmelo José Marotta     | 1964 - 1967 | Círculo Arriba Huracán                                                            |                                                     |
| 36.º    | Luis Seijo               | 1967 - 1973 | Agrupación Jorge Newbery                                                          | Reelecto en 1970.                                   |
| 37.º    | David Bracutto           | 1973 - 1978 | Círculo Arriba Huracán (1973 - 1976) Agrupación Hermínio Masantonio (1976 - 1979) | Reelecto en 1976.                                   |
| 38.º    | Osvaldo De Santis        | 1978 - 1979 | Agrupación Hermínio Masantonio                                                    | Asume tras la renuncia de Bracutto. Electo en 1979. |
| 39.º    | Oscar Lucero             | 1979        | Agrupación Hermínio Masantonio                                                    | Asume tras la renuncia de De Santis.                |
| 40.º    | Juan Tidona              | 1979 - 1980 |                                                                                   |                                                     |
| 41.º    | Luis Norberto Seijo      | 1980 - 1983 |                                                                                   |                                                     |
| 42.º    | Rodolfo Ubaldo Nieto     | 1983 - 1986 | Nueva Era Huracanense                                                             |                                                     |
| 43.º    | Alberto Spota            | 1986 - 1989 | Agrupación Jorge Newbery                                                          |                                                     |
| 44.º    | Juan José Zanola         | 1989 - 1991 |                                                                                   |                                                     |
| 45.º    | Jorge Peña               | 1991 - 1996 | Agrupación Dale Globo                                                             | Asume en lugar de Zanola. Electo en 1992 y 1995.    |
| 46.º    | Norberto Renzi           | 1996        | Agrupación Dale Globo                                                             | Asume tras la renuncia de Peña.                     |
| 47.º    | Juan José Zanola         | 1996 - 1998 |                                                                                   |                                                     |
| 48.º    | Carlos Massarino         | 1998        | Cambio Huracanense                                                                |                                                     |
| 49.º    | Jorge Cassini            | 1998 - 2001 | Cambio Huracanense                                                                | Asume tras la destitución de Massarino.             |
| 50.º    | Marcelo Buenaga          | 2001 - 2003 | Cambio Huracanense                                                                |                                                     |
| 51.º    | Néstor Vicente           | 2003 - 2005 | Círculo Arriba Huracán Unidad Huracanense                                         |                                                     |
| 52.º    | Oscar Padra              | 2005 - 2006 | Círculo Arriba Huracán Unidad Huracanense                                         | Asume tras la renuncia de Vicente.                  |
| 53.º    | Carlos Babington         | 2006 - 2011 | Agrupación Dale Globo                                                             | Reelecto en 2009. Renunció en 2011.                 |
| 54.º    | Alejandro Nadur          | 2011 - 2021 | Círculo Arriba Huracán                                                            | Reelecto en 2014 y 2017.                            |
| 55.º    | David Garzón             | 2021 - 2024 | Unidos por Huracán                                                                |                                                     |
| 56.º    | Abel Poza                | 2024 -      | Unidos por Huracán                                                                |                                                     |

|   | Interventor.                                                     |
| ¹ | El 15 de marzo es electo Ducó, pero las elecciones son anuladas. |

## Hinchada

### Hinchas
- A la hinchada de Huracán se la conoce popularmente con el nombre de "Quemeros". Este mote, originalmente con un tinte despectivo, hace referencia a que, desde 1871 y hasta bien entrado el siglo XX, se realizaba en terrenos aledaños al estadio la disposición de los residuos sólidos de la ciudad, mediante su incineración, de ahí que el lugar era conocido como "La Quema", y se llamaba "los quemeros" a aquellos que revolvían la basura en busca de elementos de valor comercial, para su recuperación. Es decir que "quemero" es sinónimo de "ciruja".

- El 28 de marzo está institucionalizado como Día Mundial del Hincha de Huracán,[66][67][68] cuyo origen se remonta al año 1998, en vísperas de la disputa del encuentro frente a Ferro Carril Oeste, por la 8.ª fecha del Torneo Clausura. Habían transcurrido 13 partidos desde la última victoria de Huracán, fue entonces cuando, a través del programa radial Huracán una Pasión, sus conductores Diego "Chiquito" Balcarce y Alejandro Bores, alentaron a las familias quemeras a marchar con sus banderas, en señal de apoyo al equipo. Con una convocatoria de miles de personas, el sábado 28 de marzo de 1998 fue el día elegido para realizar el banderazo. Los hinchas fueron acercándose desde distintos puntos de la ciudad a la sede del club y marcharon en un clima de fiesta hasta el estadio Tomás Adolfo Ducó, donde estaban concentrados, para acompañar a sus jugadores en el momento difícil que estaban pasando. Al día siguiente, luego de 131 días sin conseguir un triunfo, Huracán venció a Ferro, con un contundente 3 a 1.

- Huracán fue amplio ganador de la encuesta realizada por el diario deportivo Olé (perteneciente al grupo Clarín) acerca de qué equipo es para la sociedad “el sexto grande”, detrás de los cinco clubes que ostentan esa denominación. La votación (para la cual había que comprar el diario) en la que participaron unas 250.000 personas, se realizó entre los meses de octubre y diciembre de 2001, y el Globo obtuvo 79.184 votos contra 47.804 de Chacarita Juniors y 29.838 de Vélez Sarsfield. Además, Huracán también ganó la encuesta de hinchas participantes sacando más votos que el segundo y el tercero sumados, lo que indica una amplia superioridad sobre los otros participantes.[69][70] También, el Globo de Parque Patricios fue elegido “sexto grande” en la votación interna de los periodistas de Olé.[71]

- El domingo 5 de mayo de 2002 el Globito estrenó el telón más grande del mundo, para ese entonces. Se jugaba la fecha 17 del Torneo Clausura, justamente contra San Lorenzo, cuando Huracán presentó a la que se conoce popularmente como la Reina de la Quema. La bandera, que mide unos 195 metros de ancho por 60 metros de largo, cubre toda la popular local y fue confeccionada gracias al aporte voluntario de los hinchas.

- Huracán pose una gran cantidad de homónimos en Argentina, con más de 100 equipos repartidos a lo largo del país, de los cuales existen seis clubes que participaron por lo menos una vez en la Primera División de Argentina, estos clubes son: Huracán de Ingeniero White, Huracán de San Rafael, Huracán Las Heras, Huracán Corrientes, Huracán de Comodoro y Huracán de Tres Arroyos. También existen muchos clubes en el exterior como Huracán Buceo y Huracán Football Club ambos de Uruguay, Sportivo Huracán de Perú, Deportivo Huracán Z y Huracán de Valencia los dos de España, y el reconocido y recientemente fundado Huracán FC London[72] de Inglaterra.

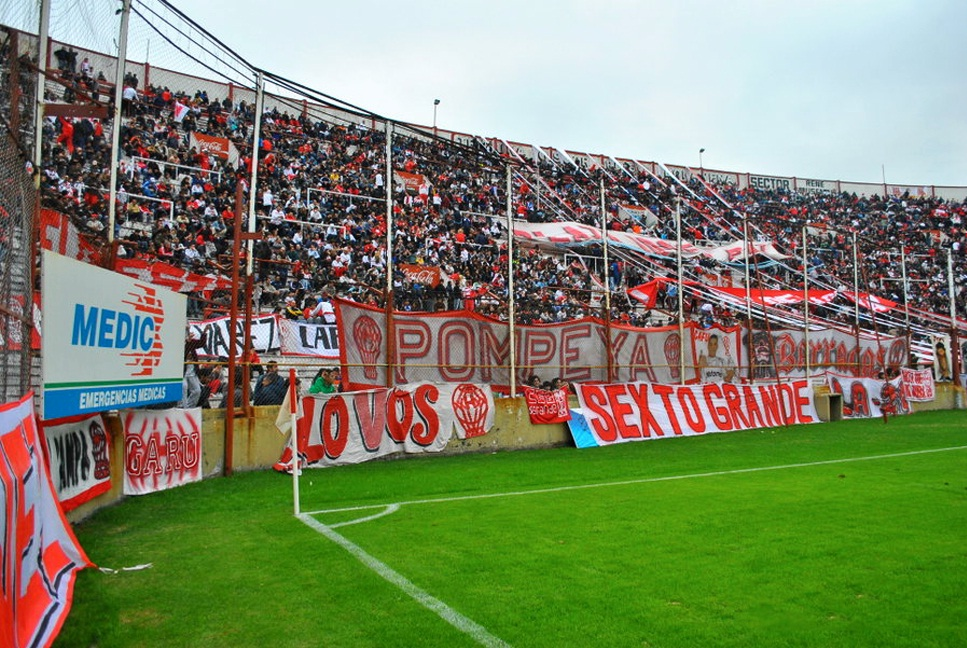
La hinchada quemera

- Desde el año 2008 Huracán se presenta en la Feria del Libro de Buenos Aires, siendo así el primer club de fútbol en hacerse presente en el evento.[73] En julio de 2010 es convocado a la Feria del Libro de Fráncfort por el texto de Susana Aradas, "Huracán en el Bicentenario de la Patria",[74] que en septiembre del mismo año es declarado de interés cultural por la Legislatura porteña.[75]

- Huracán finalizó tercero con 19.839 simpatizantes inscriptos en el Registro Nacional de Hinchas organizado por el Diario Olé entre el 3 de mayo y el 14 de junio de 2012. En este censo participaron 266.548 hinchas de los 184 clubes que participan en los torneos oficiales de AFA.[76][77]

### Entradas
- Huracán es el sexto equipo con mayor promedio de entradas vendidas por partido desde 1931 a 2009 según la información oficial de venta de boletos de la Asociación del Fútbol Argentino.[78]

| Equipo                               | Promedio |
| ------------------------------------ | -------- |
| Club Atlético Boca Juniors           | 17 447   |
| Club Atlético River Plate            | 16 279   |
| Club Atlético San Lorenzo de Almagro | 11 585   |
| Racing Club                          | 11 428   |
| Club Atlético Independiente          | 10 666   |
| Club Atlético Huracán                | 7668     |

- En junio de 2000, en la final por el ascenso a Primera División disputada ante Quilmes, Huracán convocó una multitud cercana a las 40.000 personas.[79]

- Huracán protagonizó el récord de venta de entradas en un partido no disputado por alguno de los cinco grandes: fue en 1947, ante Atlanta, y lo presenciaron unas 70 000 personas (se vendieron más de 33 000 entradas).[cita requerida]

## Palmarés

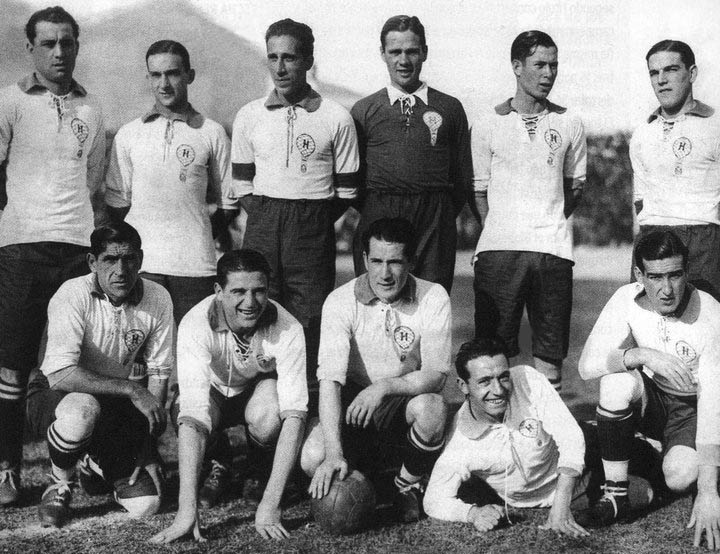
En 1925 Huracán logró su tercer título en Primera.

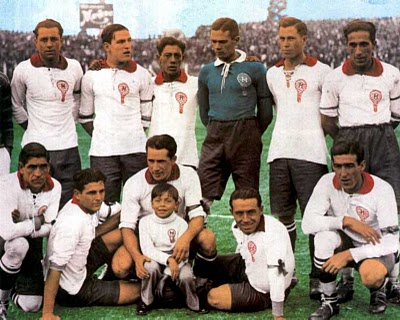
Equipo de 1928, último campeón de la era amateur.

### Torneos nacionales (13)
| Torneos nacionales oficiales | Torneos nacionales oficiales                         | Torneos nacionales oficiales               | Torneos nacionales oficiales                                                                                              |
| Competición                  | Competición                                          | Títulos                                    | Subcampeonatos |
| ---------------------------- | ---------------------------------------------------- | ------------------------------------------ | --- |
|                              | Primera División de Argentina (5/9)                  | 1921, 1922, 1925, 1928, Metropolitano 1973 | 1920, 1923, Copa de Honor 1936, 1939, Metropolitano 1975, Metropolitano 1976, Clausura 1994, Clausura 2009, Apertura 2025 |
|                              | Copa Argentina (1/0)                                 | 2013-14                                    | - |
|                              | Supercopa Argentina (1/0)                            | 2014                                       | - |
|                              | Copa Estímulo (1/0)                                  | 1920                                       | - |
|                              | Campeonato Argentino-Copa Dr. Carlos Ibarguren (2/1) | 1922, 1925                                 | 1921 |
|                              | Copa Adrián C. Escobar (2/1)                         | 1942, 1943                                 | 1941 |
|                              | Copa de Competencia Británica George VI (1/0)        | 1944                                       | - |
|                              |                                                      |                                            | |
|                              | Segunda División de Argentina (3/0)                  | 1913, 1989-90, 1999-00                     | - |

### Torneos internacionales
| Torneos internacionales oficiales | Torneos internacionales oficiales              | Torneos internacionales oficiales | Torneos internacionales oficiales |
| Competición                       | Competición                                    | Títulos                           | Subcampeonatos                    |
| --------------------------------- | ---------------------------------------------- | --------------------------------- | --------------------------------- |
|                                   | Copa Sudamericana (0/1)                        | -                                 | 2015                              |
|                                   | Copa Río de La Plata - Dr. Ricardo Aldao (0/1) | -                                 | 1928                              |

### Torneos amistosos nacionales
- Copa Bisleri: 1914
- Copa de Plata (SF): 1921
- Copa Intendente Municipal Cantilo: 1922
- Copa Intendente Noel: 1924
- Torneo Olimpíadas de San Juan: 1928
- Trofeo Comisión Directiva All Boys: 1929
- Copa Bisleri: 1970
- Cuadrangular (Neuquén):1972
- Torneo Cuadrangular Vendimia (Mendoza):1980
- Copa Amistad (BA): 1983
- Cuadrangular Mendoza:1985
- Trofeo Día de los Museos Municipales: 1991[80]
- Copa Trenque Lauquen: 1994
- Copa Estado de Israel: 1998[80]
- Copa Provincia de Buenos Aires: 1999
- Copa de la Paz Día Internacional de la Familia: 2009
- Copa 107 Aniversario del barrio de Parque de los Patricios: 2009
- Copa 113 Aniversario del barrio de Parque de los Patricios: 2015
- Copa Ciudad de Buenos Aires: 2016
- Copa Diario La Capital: 2018
- Copa de Verano Schneider: 2018

### Torneos amistosos internacionales
- Copa Phillips-Universal (Costa Rica): 1957/58[81]
- Copa Croydon (Colombia): 1960
- Copa Ciudad de Santa Marta (Colombia): 1975
- Copa Ciudad de Santiago (Chile): 1980[82]
- Trofeo Ibérico, Badajoz (España): 1984
- Copa Agustín Peña (Uruguay): 2024